# TIGER & BUNNY
『TIGER & BUNNY』（タイガー・アンド・バニー）は、サンライズ制作による日本のテレビアニメ作品。およびそれを題材とした漫画作品。2011年4月から9月までMBSほかで放送された。全25話。略称は「T&B」「タイバニ」など。
1作目の放送後は劇場版アニメが2作（うち1作は完全新作として）公開。2015年より本作の制作は「バンダイナムコピクチャーズ」(BN Pictures）に移管。2022年にはWebを初出とするアニメ第2作目『TIGER & BUNNY2』が配信開始（『2』のコアスタッフはテンプレートを参照）。これら続編に関しての詳細は後述。

## 概要
個性豊かな特殊能力者「NEXT」がヒーローとして平和を守っている近未来的な街を舞台に、落ち目のベテランヒーロー・ワイルドタイガーこと鏑木・T・虎徹と、ワケアリの生意気なヒーロー・バーナビー・ブルックスJr.のコンビが、他のヒーローたちと共に活躍する姿を描いた「バディもの」のアニメ作品。作中におけるヒーローたちは、すべてスポンサーの援助を受けてヒーローとして活躍しているという設定に基づき、放送以前から実際に各企業向けにヒーローたちのスポンサーを募集するという商業展開が行われている。この展開は劇場版以降は「プロダクトプレイスメント」と呼ばれるようになり、通常は「プレイスメント」と略されている。
コアスタッフは漫画家の桂正和をキャラクター原案とし、シリーズ構成は西田征史が担当。この両名はアニメ全作品において関わっている。
※以下、全節における記述は特筆の無い限り第1作目（1期）におけるもの。
連続アニメシリーズ1作目概要
監督はさとうけいいち、アニメーション制作は「ガンダムシリーズ」で知られるサンライズが手掛けた。本作で初のテレビアニメの脚本を担当した西田は、キャラクターの性格設定などからすべてオリジナルで創作し、実写的なストーリーを作り上げた。
製作局のMBSではテレビアニメ史上初のUstream連動放送を実施した。
前述したプレイスメント以外にもテレビ本放送時には、毎回各キャラクターにちなんだタイアップCMが放送された。
劇場版アニメ概要
2012年と2014年に公開された映画2作品に関しては劇場版アニメの節を参照。監督は両作とも米たにヨシトモ。劇場版ではスポンサーをプレイスメントとしている。
連続アニメシリーズ2作目概要
2020年4月、『劇場版The Rising』後の世界を描く『TIGER & BUNNY 2』が2022年から展開されることが公式HPおよび公式Twitterにて発表。2022年4月8日（JST）よりNETFLIXにて全世界独占配信予定。監督は加瀬充子。アニメーション制作は前述のとおり、BN Picturesが担当。ヒーローたちのプレイスメントも大半が一新されている。
実写映画概要
2015年10月には、いわゆる「ハリウッド映画」として実写化のプロジェクトが発表されている。詳細は実写化映画の節を参照。

### 評価
受賞
2011年、平成23年度第15回文化庁メディア芸術祭アニメーション部門で審査委員会推薦作品に選出。同年10月にはニュータイプアニメアワード2011メカデザイン部門を受賞。東京国際アニメフェア2012・東京アニメアワード2012ではテレビ部門優秀作品賞、キャラクターデザイン賞（桂）、声優賞（平田広明）を受賞。
2017年にNHK BSプレミアムで放送された視聴者投票企画番組「ニッポンアニメ100」におけるアニメベスト100の1位2位をテレビ版、映画版で独占した。これに伴って同チャンネルにてテレビシリーズのセレクション放送が実施された。詳細は後述。
批評
MBSのプロデューサーの丸山博雄は、本放送終了後に「蓋を開けたら女性ファンから反響が大きかったのは予想外だった」と述べている。
本放送当時にフジテレビの深夜アニメ枠『ノイタミナ』のプロデューサーだった山本幸治は、「いわゆるF1システムだと思うが、毎回は出来ない。ネタとしては面白いが、継続していくスキームとしては参考にしていない」という見解を述べている。

## あらすじ

### 連続アニメシリーズ1作目

#### 第1話 - 第13話
NEXT（ネクスト）と呼ばれる特殊能力者がこの世に誕生してから45年。大都市・シュテルンビルトには、スポンサー各社との契約下でその能力を駆使し、街の平和を守るNEXTによって構成されたスーパーヒーローたちが存在する。ヒーローたちの活躍は専用の特別番組『HERO TV』で中継され、その年の「キングオブヒーロー」の座を巡るランキング争いを続けていた。
ワイルドタイガーこと鏑木・T・虎徹もその1人であり、デビューから10年と最盛期を過ぎて人気もないが、地道にヒーローとしての活動を続けていた。ある日、所属会社がヒーロー事業部の売却を行ったため、虎徹はヒーロー事業に新規参入を果たしたアポロンメディアに再雇用される。しかし、ヒーロー界初となるバディ・ヒーローという会社の方針により、自分とまったく同じ特殊能力を持ちながらも、まるで正反対の性格を持つスーパールーキー、バーナビー・ブルックスJr.とコンビを組むことになる。
ヒーローとしての信念を掲げる虎徹と、あくまでポイントを稼ぐために働くバーナビーは、当初こそギクシャクしていたが、他のヒーローたちとの交流や協力、犯罪者に死の制裁を加えるダークヒーロー・ルナティックとの戦いを通し、信頼関係を築いていく。一方、バーナビーにはかつて両親のブルックス夫妻を殺害した謎の組織「ウロボロス」を捕らえるという目的があった。
やがて、バーナビーはついに両親の仇と思われる凶悪犯ジェイクを見つける。バーナビーはジェイクの収監された刑務所へ向かうが、それと同時に彼の仲間が「ウロボロス」を名乗り、パワードスーツ軍でシュテルンビルト全体を人質に取り、ジェイクの釈放を要求する。しかし、釈放されたジェイクはシュテルンビルトを解放するどころか、ヒーローたちとの対戦「セブンマッチ」を迫る。
スカイハイ、ロックバイソン、虎徹が敗れ、バーナビーも追い詰められてしまうが、彼はジェイクの能力を看破した虎徹と連携し、ジェイクを捕える。パワードスーツ軍も待機していたヒーローたちによって制圧されたため、ジェイクは逃亡を図るも自滅し、事件は終息を迎える。

#### 第14話 - 第25話
ジェイクの一件から10か月後、虎徹とバーナビーは人気を博していた。しかし、能力の減退を起こした虎徹は悩んだ末に引退を決断する。その矢先、ブルックス夫妻の殺害に対するジェイクのアリバイが明らかになり、バーナビーの復讐が未だ終わっていないことが判明する。それと同時に、バーナビーは記憶の齟齬に苦しめられる。
実は、バーナビーの恩人のマーベリックこそが真犯人にして記憶操作能力を持つNEXTであった。マーベリックは真相を闇に葬るべく、真実を知ったバーナビーをはじめ関係者たちの記憶も改竄し、虎徹をサマンサ殺しの凶悪犯に仕立て上げるが、彼はマーベリックの記憶改竄を受けなかったベンやルナティックの助力を得ながら態勢を立て直し、父の窮地を知って駆けつけた娘の楓の能力によってヒーローたちの記憶も回復する。バーナビーも虎徹の命がけのやり取りにより、すべてを思い出した。
だが、マーベリックのさらなる企みによって、虎徹とバーナビーは戦闘アンドロイド「H-01」と戦わされてしまう。ヒーローたちも個別に監禁され、互いの絆を試される窮地へ追い込まれてしまう。虎徹とバーナビーは苦戦するが、虎徹の捨て身の策とバーナビーの攻撃が功を奏し、H-01の撃破に成功する。ヒーローたちも信じ合う心と楓の奮闘で窮地を乗り切り、脱出を遂げた。
マーベリックを追い込めたと思ったのも束の間、量産型H-01軍団によってヒーローたちは逆に追い詰められてしまうが、メカニックの斎藤の機転によってH-01軍団は停止する。その再起動を試みるも、『HERO TV』プロデューサーのアニエスの機転によって悪事を暴かれたマーベリックは、自らへ能力を用いて廃人と化す。
能力の減退を皆に明かした虎徹はヒーローを引退し、シュテルンビルトの平和を仲間たちに託す。ヒーローとなる理由を失ったバーナビーも、虎徹と同時に引退を決意した。それからまもなく、マーベリックを移送していた警察隊はルナティックに襲撃される。
それから1年後。シュテルンビルトで活躍するヒーローたちの片隅に、2部ヒーローとして復帰したワイルドタイガー・ワンミニットこと虎徹の姿があった。そして、虎徹の危機にバーナビーも駆けつけるのだった。

### 連続アニメシリーズ2作目

#### 第1話 - 第13話
「ヒーローシステム」が世界各地に導入されニューヒーローが続々誕生しているこの頃、シュテルンビルトのヒーローも例外ではなくルーキーが誕生している。更に企業の垣根を越えて、ヒーロー達が協力する「バディシステム」が導入され、旧来のヒーロー達もバディを組むことになる。

#### 第14話 - 第25話
フガン＆ムガンの戦いから数日が経過した後、グレゴリー・サンシャインが暗躍し、感染症Xを引き起こしていた。その裏でウロボロスの幹部であるシガニー・ロシツキーはシュテルンビルトのヒーローと市民（NEXT）と（非NEXT）を分裂させて、悪化させようと企んでいた。しかし、バーナビーは先の戦いで脚の後遺症に苦しみ、虎徹はNEXT能力の減退をひしひしと感じ、その消失を恐れていた。それでも街の危機を乗り越えるため、今再びヒーロー達の戦いが始まる。

## 登場人物

### スーパーヒーロー（NEXT）
名前の表記はヒーロー名 / 本名。用語や背景設定の詳細は「用語」の項を参照。
ワイルドタイガー（Wild Tiger） / 鏑木・T・虎徹（かぶらぎ・ティー・こてつ / Kotetsu T. Kaburagi）
声 - 平田広明、田村睦心（少年時代）
スポンサー/プレイスメントの変遷
| 1作目                                                              | 劇場版1    | 劇場版2 | 2作目                                                            |
| ------------------------------------------------------------------ | ---------- | ------- | ---------------------------------------------------------------- |
| Top MaG（架空の企業）、SoftBank → S.H.Figuarts(バンダイ)、SoftBank | FamilyMart | LOTTE   | LAWSON IMAGINATION WORKS(BANDAI SPIRITS)、PAC-MAN、KINTO、浅田飴 |

※2作目の「ダブルチェイサー パート1・パート2」のプレイスメントについては#用語を参照。
本作の主人公。髪型はTV版及び劇場版1では長めのシャギーショート、劇場版2ではもみあげを長めにして襟足を短くしている。ヒーロー活動時には目の周りに虎の牙を模したアイパッチを貼っている。
移籍してアポロンメディア所属となった仕事も私生活も崖っぷちの元・人気ヒーロー。一人称は「オレ」。「ワイルドに吼えるぜ!!」が決め台詞。好物はチャーハン。一般市民を守るためなら器物破損もためらわない大胆な行動から、「正義の壊し屋」の異名を持つ。移籍により新人ヒーローであるバーナビーと、TIGER & BARNABYとしてコンビを組むこととなった。当初はバーナビーとは互いに反発していたが、彼の事情を知るとお節介な性格から深入りし、徐々にバーナビーを理解するようになる。
NEXT能力は、5分間だけ身体能力が100倍になる「ハンドレッドパワー」（5ミニッツ100倍パワー）。ただし、発動後1時間は再使用できない。その能力によってビルの屋上に飛び移ったり、巨大な瓦礫を持ち上げることができる。さらには聴覚を高めてわずかな音を聞き分けたり、治療力を高めて傷を治すこともできる。ただし、傷の治療はロックバイソン曰く「痩せ我慢」とのことで、完全ではない。移籍前は青と白を基調としたアメリカン・コミックスヒーロー風のスーツ（TOPMAGスーツ）だったが、移籍後は黒いインナーに白と蛍光グリーンの外部装着型スーツを着用。腕にはワイヤーガンが装着されており、スーツを着用しない平常時や旧スーツ装着時にはリストバンド形のワイヤーガンを使う。身長180cm。誕生日は8月14日生まれ
人情に厚く人命を最優先する真面目な性格だが、その一方で大雑把で行き当たりばったりな一面もある。良かれと思ってしたことが裏目に出ることが少なくなく、バーナビーから「お節介」、「早とちり」などと指摘されることが多かった。その反面、自身の問題は一人で抱え込みがちで、しばしば周囲とのトラブルの原因になる。既婚者だが、妻の友恵とは5年前（第9話時点）に病気で死別しており、彼女の「どんな時でもヒーローでいて」という最後の言葉がヒーローを続ける行動原理となっている。一人娘の楓を母の安寿に預け、シュテルンビルトで一人暮らしをしている。
能力が減退したため、一連の事件の後にヒーローを引退したが、1年後には能力が1分しかもたないワイルドタイガー・ワンミニットとして2部リーグのヒーローに復帰した。
2作目
『The Rising』で1部リーグのヒーローに復帰し、引き続きバーナビーとコンビを組む。しかし、物語の終盤でグレゴリーによって操り人形にされ、NEXT能力を失う。事件解決後、自身に出来ることを探してヒーローから離れた。

バーナビー・ブルックスJr.（Barnaby Brooks Jr.）
声 - 森田成一、永吉ユカ（少年時代）
スポンサー/プレイスメントの変遷
| 1作目                                                    | 劇場版1     | 劇場版2     | 2作目                                                                                     |
| -------------------------------------------------------- | ----------- | ----------- | ----------------------------------------------------------------------------------------- |
| バンダイ(Crusade、及びBANDAI)、amazon.co.jp（第6話より） | 1作目に同じ | 1作目に同じ | バンダイ(BattleSpirits、及びBANDAI) XFLAG、モンスターストライク(いずれもミクシィ)、TANITA |

※2作目の「ダブルチェイサー パート1・パート2」のプレイスメントについては#用語を参照。
アポロンメディア所属の「スーパールーキー」。髪型は長めのカールヘア。
一人称は「僕」。他のヒーローと異なりヒーロー名は持たず、意図的に本名と素顔を公表している。アポロンメディアへ移籍してきた虎徹とは、ヒーロー界初のコンビTIGER & BARNABYとして活動することになる。基本的に言葉遣いは丁寧だが、常にクールな現実主義者。当初の活動方針は「仕事としてのヒーロー」であり、自身のスタンスとは異なる虎徹を「おじさん」と呼んで軽蔑し、コンビが本意ではないことを露わにしていたため、関係は最悪であった。ジェイクとの対決を通じ、虎徹を認めて以降は「虎徹さん」と呼ぶようになり、彼の優しさを他者に説くほど強い信頼を抱くようになった。
NEXT能力は、虎徹と同じく「ハンドレッドパワー」（5ミニッツ100倍パワー）だが、後先考えずに能力を使う虎徹と異なり、ここぞという時を慎重に選んで発動させている。パンチを得意とする虎徹とは対照的に、キック技を得意としている。スーツの基本カラーは白と赤（インナースーツに由来する部分は黒）で、イメージカラーはピンク。また、第22話と第23話では黒と赤が基本カラーの新しいスーツを一時的に着用した。第1話でも当初は黒と赤を基本カラーとする同じようなスーツ（プロトタイプスーツ）で登場したが、細部は異なる。マスクの両脇に長い耳のような部位があることと跳躍が得意なことから、虎徹に「バニー」という愛称で呼ばれている。本人は当初この愛称を嫌がっていたが、そのうち普通に返事するようになった。デビューシーズンでは総合第1位およびMVPを獲得し、セカンドシーズンではクォーターシーズン記録を更新した。身長は185cm。10月31日生まれ。
4歳の時、右手の甲にウロボロスの刺青を入れた男によって両親を殺害されたため、犯人を見つけ出して復讐することを糧として生きながら、長年に渡り唯一記憶に残っていたウロボロスの紋章を手がかりに犯人を捜していた。本名と素顔を公表しているのも、両親とその仇に対する思いからである。その真犯人がマーベリックであることを知った際には激しく動揺しており、彼が逮捕されて事件が決着した時点で一度はヒーローを辞めたが、虎徹の復帰を知り、自身も再びヒーローに復帰する。
2作目
キャッチコピーが「スーパー貴公子」となる。引き続き虎徹とコンビを組む。物語の中盤以降、フガン＆ムガンの戦いによる後遺症で、能力発動時に脚の激痛に苦しむこととなる。感染症Xの事件解決後、NEXT能力を失った虎徹の引退を悲しむが、自身は後遺症を抱えながらもヒーローを続ける決意を固めた。
ブルーローズ（Blue Rose） / カリーナ・ライル（Karina Lyle）
声 - 寿美菜子
スポンサー/プレイスメントの変遷
| 1作目                | 劇場版1 | 劇場版2       | 2作目           |
| -------------------- | ------- | ------------- | --------------- |
| pepsi NEX（SUNTORY） | pepsi   | 劇場版1に同じ | Coolish(ロッテ) |

タイタンインダストリーに所属する「ヒーロー界のスーパーアイドル」。一人称は「私」。「私の氷はちょっぴりコールド、あなたの悪事を完全ホールド」が決め台詞。同時に歌手としても活動しており、人気も高い。
NEXT能力は「氷を操る」こと。手のひらやフリージング・リキッド・ガンから氷を発射し、自在に操る。敵の攻撃をかわす際に取る媚態の入った行動は、「キューティー・エスケープ」と呼ばれている。スーツの基本カラーは青と水色のハイレグレオタード。キャラクター原案の桂によると、バストはあまり大きくなくコスチュームの半透明のパーツで大きく見せている。身長161cm。
企業から女王様キャラを要望されているのでヒーロー時は高飛車な言動が多いが、普段は明るく真面目ながら意地っ張りの面もある女子高生。危険の伴うヒーロー活動をする娘を心配しながらも支える父のエリック（声 - 仲野裕）と喜んで応援している母のクリスティーナ（声 - 亀井芳子）と共に暮らしているが、学校の友人のエミリー（声 - 角田紗里）とジェーン（声 - うえだ星子）には、ヒーローであることを隠している。
本来は歌手志望で、ヒーロー活動は歌手デビューの条件としてスポンサーから提示されたもの。そのため、ヒーロー活動を不本意に思っていた時期もあった。第4話で虎徹へ悩みを打ち明けてからは、その後も事あるごとに惹かれていき、第9話では彼が子持ちであることを知ってショックを受けたものの、第14話で自身の恋を自覚する。
パイロットフィルム版では髪型、銃、コスチュームデザインが異なる。
2作目
ゴールデンライアンとバディを組む。ブルー&ゴールデンの結成後はお姫様呼ばわりすることを煙たがっているが、ヒーローとしての実力は信頼している。
ロックバイソン（Rock Bison） / アントニオ・ロペス（Antonio Lopez）
声 - 楠大典
スポンサー/プレイスメントの変遷
| 1作目 | 劇場版1                    | 劇場版2 | 2作目 |
| ----- | -------------------------- | ------- | --- |
| 牛角  | HYBRID太麺堂々（日清食品） | すき家  | カラオケの鉄人（鉄人化計画） Nozaki's(ノザキのコンビーフ。川商フーズ)、BUFFALO、Yostar、信州 油屋清右衛門（山岸産業）、アイリスオーヤマ |

クロノスフーズに所属するヒーロー。キャッチコピーは「西海岸の猛牛戦車」。その名の通り、牛をモチーフとした緑のスーツを着用している。NEXT能力は「肉体硬化」（頑強な皮膚）。動きが他ヒーローよりは鈍重な分、巨体と持ち前のパワーを活かして活躍するが、ドジを踏むこともしばしばあるため、ランキングでは下位に甘んじている。容姿や能力に反し、性格には涙脆い一面も存在する。
虎徹とは学生のころからの腐れ縁で、長年の親友かつ良きライバルで、プライベートでも親交は深く、よく飲みに行っている。身長191cm。
1作目のスポンサーを務めた牛角は、放送終了後に関西圏・関東圏の店舗でコラボメニューを期間限定販売した。
2作目
折紙サイクロンとバディを組む。折紙ロックの結成後はパートナーとして意気投合するが、「サイクロンというよりそよ風」と言ったことで関係が一時期険悪になり相棒のあり方に悩む。銀行強盗事件でコンビネーションを発揮した後、改めて相棒として認め合う仲となった。
スカイハイ（Sky High） / キース・グッドマン（Keith Goodman）
声 - 井上剛
スポンサー/プレイスメントの変遷
| 1作目                               | 劇場版1                        | 劇場版2       | 2作目                                                                |
| ----------------------------------- | ------------------------------ | ------------- | -------------------------------------------------------------------- |
| TAMASHII NATIONS(バンダイ)、USTREAM | TAMASHII NATIONS、MOVIX、T-JOY | 劇場版1に同じ | PASSLOGY（パスロジ株式会社) TAMASHII NATIONS、スギ薬局、T-JOY、MOVIX |

ポセイドンラインに所属するヒーロー。ヒーローランキングのトップに君臨し、老若男女に絶大な人気を誇る「キング・オブ・ヒーロー」。トップの座をバーナビーに譲り渡してからは、「風の魔術師」と呼ばれるようになる。身長175cm。
NEXT能力は「風を操る」こと。スーツの基本カラーは白（銀色）と紫。頭部は西洋甲冑のような顔面を覆うヘルメット状で、額からは1本の長い角状のパーツが伸びている。顔面部分は目鼻が不明瞭で無機的なデザインだが、顎の部分に独特のくびれがあり、作中に登場するポセイドンラインのモノレール先頭車両にも類似する。胴体はロングコート状のデザインになっており、背部に装着したジェットパックと能力の風で飛行することも可能だが、ジェットパックが無いまま能力を使用した場合は、ただ自分が浮遊するだけに留まっている。
毎日の努力を怠らない真面目な好青年で、他のヒーローからの信頼も厚い。裏表が無い性格で、スーツを着ないときでもヒーローのように見栄を切ることがある。思い込みも強く、決め台詞にこだわったり、「ありがとう、そしてありがとう」のように同じ単語を繰り返す癖があるが、そんな天然キャラであることも持ち味とされている。私生活では、ジョンという名前の大型犬を飼っている。「HERO TV」の活動とは別に、夜は空から街を見回るパトロールを日課にしている。
2作目
ファイヤーエンブレムとバディを組む。ファイヤースカイの結成後は「キング・オブ・バディ・ヒーロー」の頂点として、他のバディ・ヒーロー達を導いているが、本人はまだタイガー＆バーナビーのような相棒にはなれてはいないと語っている。
ドラゴンキッド（Dragon Kid） / ホァン・パオリン（黄 宝鈴 / Pao-Lin Huang）
声 - 伊瀬茉莉也
スポンサー/プレイスメントの変遷
| 1作目           | 劇場版1                 | 劇場版2       | 2作目            |
| --------------- | ----------------------- | ------------- | ---------------- |
| Calbee、DMM.com | Calbee、DAM（第一興商） | 劇場版1に同じ | 一蘭、じゃがりこ |

オデュッセウスコミュニケーションに所属するヒーロー。キャッチコピーは「稲妻カンフーマスター」。
NEXT能力は「雷を操る」こと。自身の格闘技に電撃を乗せた攻撃を放つほか、肉体自体に耐電性を持つ。両端に龍頭をあしらった棍棒を武器に持ち、大きな円盤が左右にある髪飾りをつけて戦う。身長157cm。
ボーイッシュな性格をしており、一人称も「ボク」を使うボク少女で、女性らしい格好もあまり好まない。
本来は、幼少時から格闘技の英才教育を受けた明るく健気な女の子。両親からの期待を背負って故郷から送り出され、未成年ということもあり、普段はオデュッセウス社員のナターシャ（声 - 永吉ユカ）が両親の代理として世話をしている。そのナターシャから成績は申し分ないと評されており、作中でドラゴンキッドは登場直後すぐ犯人逮捕に至る場面が少なくなかった。活動外のシーンではよく食事中の姿が描かれる。
2作目
新ヒーローのマジカルキャットとバディを組む。新人のキャットを気遣っている。キッドキャットの結成後は彼女を引っ張りながらも心から信頼している。
折紙サイクロン（おりがみサイクロン / Origami Cyclone） / イワン・カレリン（Ivan Karelin）
声 - 岡本信彦
スポンサー/プレイスメントの変遷
| 1作目 | 劇場版1                             | 劇場版2                                 | 2作目 |
| --- | ----------------------------------- | --------------------------------------- | --- |
| .ANIME（バンダイビジュアルが当時展開していた公式ショップ） ※下記は全て第14話より 高須クリニック、livedoor、ナムキャラ応援団 | BVC（「.ANIME」から改称）、minimini | ナンジャタウン、DMM.com、大江戸温泉物語 | namco、BANDAI 食玩（バンダイ キャンディ事業部）、三幸製菓、A-on STORE（バンダイナムコアーツの公式ショップ）、ドン・キホーテ、お〜いお茶（伊藤園）、OLFA、Sunshine City |

ヘリペリデスファイナンスに所属するヒーロー。ヒーロー活動よりも、「HERO TV」の放送中にスポンサーロゴをアピールするために見切れて映ることに執念を燃やす「見切れ職人」。ヒーローランキングでは最下位にいることが多いが、隠れた人気を獲得している。
NEXT能力は「擬態」。触れた相手の姿形や声を完璧にコピーできるが、外見だけで特殊能力まではコピーできない。人間以外の無機物にも擬態できる。NEXTとしての能力はヒーロー向きとは言えないものの、身体能力は非常に高い。ヒーロースーツは忍者がモチーフで、顔面部分は歌舞伎の隈取風。身長170cm。
日本マニアで忍者に憧れている青年。NC1979年当時は、力士にも興味を示している。自宅も日本家屋風の部屋である。仕事の際は「ござる口調」でテンションが高いが、これは無理をしているためで、普段は猫背気味の大人しく後ろ向きな性格。ヒーローアカデミーの出身で、バーナビーにとっては年下だが、先輩にあたる。ヒーロー向きではない自身の能力に内心コンプレックスを抱えており、卑屈な面を見せることもあったが、様々な事件を経て彼なりに成長していった。
2作目
ロックバイソンとバディを組む。折紙ロックの結成後はパートナーとして意気投合するが飲み会で「サイクロンというよりそよ風」と自分がヒーロー目指すきっかけになった名前を否定されて、一時距離を置くが銀行強盗事件でコンビネーションを発揮した後、相棒として認め合う仲となった。
ファイヤーエンブレム（Fire Emblem） / ネイサン・シーモア（Nathan Seymour）
声 - 津田健次郎
スポンサー/プレイスメントの変遷
| 1作目                               | 劇場版1                 | 劇場版2       | 2作目                       |
| ----------------------------------- | ----------------------- | ------------- | --------------------------- |
| FMV（富士通） animate（第14話より） | animate、Domino's Pizza | 劇場版1に同じ | animate、Aqua Clara、ATSUGI |

自分がオーナーであるヘリオスエナジーに所属するヒーロー。キャッチコピーは「ブルジョワ直火焼き」。
NEXT能力は「火を操る」こと。掌から出す超高度の炎を自在に操ることができ、現在知られている炎を扱うNEXTの中では最高の能力を持つと評されている。スーツの基本カラーは赤。覆面レスラーさながらに口だけを露出した赤いマスクと、常に炎のように揺らめいて見える模様のマントが特徴。出動時の移動手段として専用のカスタムカーをよく使っており、高度な運転技術を持つ。
身長186cm。常にオネエ言葉で話し、男性ヒーロー陣に粉をかけたりする自称「女子」の黒人男性で特にブルーローズやドラゴンキッドと良く行動を共にしているが、冷静さを失ったり激昂したりすると男口調が出てしまう。その一方で『The Rising』では若い頃に性同一性障害によって周囲から迫害された過去が判明し、それがヒーローとなった以降もトラウマとして残っている描写がなされている。
ヒーローの中では、ワイルドタイガーやロックバイソンと並んで年長者。世話焼きで気の回る性格のため、他のヒーローの相談に乗ることも多い。
2作目
スカイハイとバディを組む。ファイヤースカイの結成後は彼と同じく、「キング・オブ・バディ・ヒーロー」の頂点として、他のバディ・ヒーロー達の相談役として引き受けているが、スカイハイはいい人すぎてちょっとしんどいと感じている。
Mr.レジェンド（Mr.Legend）
声 - 小杉十郎太
「HERO TV」の放送開始以前から活躍していた初代ヒーロー。本名不明（息子の姓はペトロフ）。歴代ヒーローの中でもトップクラスの功績を上げたが、ある日人々の前から忽然と姿を消した。遺した功績はシュテルンビルトで賞賛され、各地に建てられた銅像は現在も平和の象徴とされている。虎徹にとっては恩人でもあり、ヒーローを目指すきっかけにもなった。15年前にジェイクを逮捕したことになっている。
NEXT能力は虎徹やバーナビーと同じく「ハンドレッドパワー」（5ミニッツ100倍パワー）。銃弾を弾き返して衝撃波で犯罪者を倒す描写がある。コスチュームは簡素で、顔は目の部分だけ覆い、体形も補正されずに下腹が出ている。
公にはされていないが、晩年には能力の減退が起きて往年の力が出せなくなってしまっており、それを補うために、他のヒーローに犯人を追い詰めさせ、確保する見せ場だけレジェンドがやるといった八百長に近い形でヒーロー活動の記録を更新していた。しかし、能力が減退した自分と市民の期待との狭間で悩み酒に溺れ、正義感にあふれていた性格も一変して荒んでしまい、さらには妻への家庭内暴力に至り、それを止めようとした息子のユーリにも手を上げたため、彼の能力により殺害された。

#### 2部リーグヒーロー
Ms.バイオレット（Ms. Violet）
声 - 冠野智美
2部リーグヒーローの紅一点にして中心人物。スーツは紫色のレオタードとピンクのゴーグル。髪は派手な黄緑色。語尾に「-す」を付ける。NEXT能力は「爪から毒を出す」こと。相手に爪を飛ばして攻撃する。ただし毒の威力は多少の痒みを感じる程度。
チョップマン（Chopman）
白いスーツに後ろに伸びた半透明なマスクをした男。NEXT能力は「掌を大きくする」こと。掌を大きくした状態のチョップで攻撃する。
ボンベマン（Bombeman）
声 - 林勇
その名の通りボンベを背負ったオレンジ色のスーツを着た男。NEXT能力は「水中で呼吸が出来る」こと。水中では足からのジェット噴射で移動する。
スモウサンダー（Sumo Thunder）
相撲取りの様なスーツに太い日本刀のような刀を背負った大柄な男。役作りか語尾に「-ごわす」を付ける。NEXT能力は「両手から塩を出す」こと。

#### 『The Rising』より登場
ゴールデンライアン（Golden Ryan） / ライアン・ゴールドスミス（Ryan Goldsmith）
声 - 中村悠一
| 劇場版2                      | 2作目                                                    |
| ---------------------------- | -------------------------------------------------------- |
| BANPRESTO、TANITA、DARTSLIVE | BANDAI、eyecity、DARTSLIVE、プレミアムバンダイ、一番くじ |

新ヒーローとして売り出すためにアポロンメディアに雇われたヒーロー。キャッチコピーは「さすらいの重力王子」。「俺のブーツにキスをしな！」が決め台詞。バーナビーより若いが、海外で活躍してきた経験もあり実力もある。
NEXT能力は、「一定範囲内（半径30m程度）の重力を増幅」させることができる。スーツの基本カラーは金色で後頭部の鬣状のパーツ、背中に翼を持つデザイン。能力発動時には前腕部のパーツと翼を展開し四つん這いになりグリフォンを思わせる姿勢をとる。
非常に自信たっぷりな振る舞いだが、繊細を自称するようにナイーブなところがある性格。
虎徹に代わってバーナビーと新たにコンビを組むことになったが、「バーナビーの相棒に相応しいのはタイガー」と身を引く形でコンビを解消。海外からのオファーを受けてアポロンメディアを辞め去って行った。
2作目
とある事件をきっかけにタイタンインダストリーに雇われてシュテルンビルトに戻ってきた。
ブルーローズとバディを組む。ブルー&ゴールデンの結成後は目立つ所が多くなった。更に彼女のことをお姫様呼ばわりするも内心では信頼している。

#### 『2』より登場
ヒーイズトーマス /  トーマス・トーラス（Thomas Taurus）
声 - 島﨑信長
スポンサー/プレイスメント - テンプスタッフ
ジャングルに所属するヒーロー。キャッチコピー「白き光を纏いしもの」のとおり、ヒーローコスチュームは純白で、天使のようでもある。NEXT能力者は、「サイコキネシス」。トーマスの腕力で動かせる重さまでの物体を自由自在に浮かせ、飛び回らせることが出来る。Mr.トーマスの結成時は、ビジネスパートナーである。
広報ではエリートとして売り出しているが、バイトで学費を稼いで学校に通いながらも優秀な成績でヒーローとなった苦学生の一面もある。幼いころに両親を事故で亡くしてたった一人の妹と施設に引き取られたが、NEXT能力者であったトーマスには引き取り手が現れず、園長によって妹だけが養子縁組されて引き離された過去があり、重度の人間不信になっている。妹の引き取り先は分かっていない。当初は誰も信用していないためスタンドプレーが目立っていたが、フガン＆ムガンとの決戦を通じて仲間達に対してだけは心を開き始める。
Mr. ブラック / 仙石昴（せんごく すばる / Subaru Sengoku）
声 - 千葉翔也
スポンサー/プレイスメント - S.H.Figuarts（BANDAI SPIRITS）
ジャングルに所属するヒーロー。キャッチコピー「黒ずくめ男」のとおりヒーローコスチュームは漆黒（胸部などには差し色がある）。NEXT能力者は、「バリア」。能力の発動がまだ不安定で、気分でバリアの強度が左右される欠点がある。Mr.トーマスの結成時はビジネスパートナーである。地方のマイナーヒーローだったが、優秀な成績でトーマスの相棒としてスカウトされた。かつての仲間のために目立ってやろうという意識が強すぎて失敗が多く、ヒーローTVでの成績がほぼ最下位。協調しようという意識の無いトーマスとの喧嘩も多く、会社からこれ以上失態を重ねたら解雇とまで言われたこともある。フガン＆ムガンとの決戦で仲間の盾として戦い、トーマスのサポーターとしての自分を受け入れた。
マジカルキャット / ラーラ・チャイコスカヤ（Lara Tchaikoskaya）
声 - 楠木ともり
スポンサー/プレイスメント - ○I○I（MARUI GROUP）、LINEマンガ
オデュッセウスコミュニケーションに所属するヒーロー。キャッチコピー「魔女っ娘食肉目」のとおり、ヒーローコスチュームはピンクをベースとし、ネコミミ的な頭部の飾りに魔法のステッキのようなものを手に持つなど、どことなく日本のアニメで良く見かける「魔女っ娘」を想起させるデザイン。NEXT能力者は、「水を操る」。キッドキャットの結成時はベテランヒーローのドラコンキッドに振り回されるが心から彼女を慕っている。
プライベートでは「素直で明るい優等生タイプ」の少女。ただ元プロテニスの母親がいわゆる毒親で、家では常に母親の言う事に従わされている。実はプレッシャーに弱く、訓練と実戦で能力の出力が大幅に違う欠点があった。キッドはそのことに気付いており過保護気味に守っていたが、それを自分の活躍を妨害していると決めつけた母親の言葉で関係がギクシャクし始める。だが放火魔相手に身を挺して守り信じてくれたキッドの姿を前に、自分本来の力を出すことで答えて事件を解決する。終盤キッドを悪く言う母親に思わず声を荒らげるが、すぐに勢いが消沈してしまい家庭の問題は解決していない。フガン＆ムガンとの決戦でも彼らに怯えて力を発揮できず、そこから連携が崩れてメンバー全滅の危機を迎えるが、キッドに渡されていたお守りの中身を見たことで奮起しムガンを打倒した。

### 「HERO TV」関係者
アニエス・ジュベール（Agnes Joubert）
声 - 甲斐田裕子
「HERO TV」の敏腕プロデューサー。勝気で姉御肌な性格。かつて視聴率が低迷していた「HERO TV」を盛り返した、優れた手腕の持ち主。GPSで常にヒーロー達の現在位置を把握しており、「HERO TV」放送中はヒーロー達を指揮下に置く。視聴率のためならヒーロー達に無茶な指示を出すことさえ厭わず、劇的な演出のために犯罪者を敢えて野放しにすることも考えるが、ヒーロー達を危険に晒すことは避けようとする一面もある。一方でルナティックの襲来を視聴率獲得のチャンスと喜んだり、「セブンマッチ」対戦時間についてジェイクと交渉したりするなど、犯罪者に対しても豪胆。
終盤、記憶が戻ってないフリをしながらこっそり通信を復旧させ、マーベリックの悪事を暴いた。
2作目
NC1981年の時も現役プロデューサーの座に収まっているが体格はすっかり膨満になっていた。
マリオ（Mario）
声 - 太田真一郎
「HERO TV」の実況アナウンサー。イベントやテレビ番組の司会も担当する。
ケイン・モリス（Cain Morris）
声 - 勝沼紀義
「HERO TV」の担当スタッフ。ディレクター。普段は腰が低いが、時にはアニエスの強引さを諫めることもある。
メアリー・ローズ（Mary Rose）
声 - ふしだ里穂
「HERO TV」の担当スタッフ。スイッチャー。小柄な可愛らしい印象を受ける女性であるが変わり者。
オーランド・クーパー（Orlando Cooper）
「HERO TV」の担当スタッフ。カメラマン。

### ヒーロー達の所属企業関係者
アルバート・マーベリック（Albert Maverick）
声 - 福田信昭
シュテルンビルトのメディア王。七大企業のまとめ役であり、アポロンメディアのCEOと「HERO TV」を放送しているOBCの社長を兼任している。温和な人格者で、バーナビーの亡き両親とは古くからの馴染みであり、両親の生存中からバーナビーと親しみ両親の死後も彼の面倒を見てきた。責任者としての胆力やリーダーシップが高く、メディアを介して市政にも力をふるい、市長にも影響力を与える人物。
実は「記憶を操る」能力を隠し持つNEXTであり、バーナビーの両親を殺した張本人。視聴率低迷当時の「HERO TV」を盛り上げるため、犯罪組織ウロボロスと通じて犯罪を引き起こし、番組に利用するという手段を取っていた。そのことをブルックス夫妻に咎められ、彼らを口封じのために射殺。現場を目撃したバーナビーを含む関係者の記憶を能力で改竄し、隠蔽していた。
真相に迫られそうになったことで、バーナビー達の記憶から虎徹の存在を消し、その上で虎徹をサマンサ殺しの犯人に仕立てあげるなど、陰謀を巡らせる。しかし、最終的にはすべてを知ったヒーロー達に追い詰められて悪事を暴かれ、自らにNEXT能力を施して廃人となる。その後は警察に逮捕され、護送中にルナティックの襲撃を受け粛清された。
ベン・ジャクソン（Ben Jackson）
声 - 宝亀克寿
Top MaGの元社員。虎徹のかつての上司にして良き理解者。ヒーロー事業部の閉鎖で離職後、タクシー運転手として働きながら虎徹を密かに応援しており、虎徹の能力の異変にいち早く気付く。そして殆ど公にされなかったMr.レジェンドの過去に辿り着き、虎徹にヒーロー進退についての考慮を促す。虎徹が追われる身になった際にも、彼の力になる。一連の事件の終了後、ヒーロー事業部関係の仕事へ復帰している。
アレキサンダー・ロイズ（Alexander Lloyds）
声 - 横島亘
アポロンメディア社員で虎徹とバーナビーの上司。物事をビジネスライクに捉えており、ヒーロー界初のコンビのプロデュースも当初はキャラに明確な差をつける方針を採っていた。バーナビーを重用して売り出すことに熱心な一方、虎徹のことはバーナビーの引き立て役として冷遇していたが、コンビとして人気が出始めるようになってからは虎徹への待遇が良くなった。
ミラクルジャンプで連載している漫画版では、彼なりの信念を持ってヒーローに接している姿が描かれている。
既婚者で妻と4人の子の父親としての顔を持つ。
斎藤さん（Doc Saito）
声 - 岩崎ひろし
アポロンメディアのメカニックで、虎徹とバーナビーのスーツの開発担当者。メカニックとしては非常に優秀で自身の仕事に自信を持っているが、普段の声量はかなり小さく視聴者には聞き取りにくいため、ほとんどの会話シーンでは画面に字幕が出るか、マイクを介した会話となる。マイクを通して聞くと、非常にハイテンションな口調で話している。閉所恐怖症。
対ジェイク戦の時は虎徹に頼まれて超音波発生装置を内蔵した閃光弾を提供したり、量産型H-01軍団のセーフティーモードを起動してヒーロー達の窮地を救ったりと、一人のメカニックとして、ここぞという時のヒーロー達の力となっている。

### 犯罪者
ルナティック（Lunatic） / ユーリ・ペトロフ（Yuri Petrov）
声 - 遊佐浩二、皆川純子（少年時代）
シュテルンビルト司法局のヒーロー管理官兼裁判官。ヒーローの活動中に起こった器物損壊や傷害案件を裁く他、司法手続きが必要なヒーローの行動を補佐する。身長188cm。
裏の顔は、自身の正義に基づき殺人犯達を粛清するダークヒーロー・ルナティック。後述の思想上スーパーヒーロー達とは相容れない存在だが、敵愾心はなく自身の信条に関わる状況によっては敵にも味方にもなるという、独自の「正義」を歩む。「犯罪者を殺さない」というヒーロー達の戦いざまには、興味を抱いている様子を見せる。登場当初はバーナビーにウロボロスの関係者だと勘違いされた。
実はMr.レジェンドの一人息子。父のヒーローとしての信条を聞きながら育ったが、能力減退により酒に溺れた父の家庭内暴力から母親を守るため、少年期に能力で父を殺害した。その際に父の燃える手で顔面を掴まれており、現在も手型のやけど痕が残っている。現在では精神を病んでいる母のオリガから父を殺したことを責められているうえ、正義のヒーローだった頃の父の幻覚にとらわれており、能力を非合法な粛清に使用してまで、自分の父殺しの正当性を示そうとしている。
NEXT能力は「青い炎を操る」こと。瞬間火力はファイヤーエンブレムのそれ以上で、炎の矢をクロスボウに番えて発射したり、ジェット機のように炎を噴射して自由自在に飛行することも可能。活動時には青い手形をモチーフにしたマスクを被ってマントを羽織った姿だが、マントはあらかじめ外していたり、時には自ら燃やしたりすることもある。会話中は、「タナトス（死の神）」という単語を多用する。
2作目
引き続きヒーロー達をサポートする中で母親の介護生活を送るが感染症Xの事件で強盗犯のヘンリーとルーカスにより命を奪われる。母親は大切に思っており母の遺体と対面して泣き崩れた。その後再びルナティックに戻り、ヘンリーとルーカスを処刑した。ヒーローに憧れる子供の中でもルナティックもヒーローと同じと肯定する子供も少なくないことが描写されている。その後、バーナビーと虎徹に自らがMr.レジェンドの息子であることと悲しい過去を打ち明けた。しかし、今まで幻影に囚われていたが今は亡き父の言葉に励まされ、再起を図るがシガニーの策略によって操り人形にされるがTIGER＆BUNNYの手で開放され、彼らと共闘し、オードゥンに立ち向かうが致命傷を負ったが事件解決のその直前に自らの正義を貫きながらも残された最後の力を出し尽くた末に自らの炎で自身を灰にして自害した。
トニー（Tony）
声 - 代永翼
第2話に登場したNEXTの少年。能力のせいで、知人のアイザック（声 - 入野自由）をはじめとする周囲から蔑まれたことに憤り、アイザックを狙って事件を起こす。しかし虎徹に説得されて改心し、巨像を操ってスケートリンクの倒壊を止めた後に自首した。
「人形を動かす」能力を持つ。巨像であっても触れることで意のままに操る。
爆弾魔
声 - 江川央生
第3話と第6話に登場。うなじにウロボロスの紋章がある、黒人の男。第3話でエレベーターに爆弾を仕掛けてビルを爆破しようと目論んだが、虎徹とバーナビーに阻止される。その際に顔を見られたため、第6話で虎徹やアニエスをパワードスーツで襲撃するが、ルナティックに焼殺された。
ポーリー（pory）
声 - 奈良徹
第5話に登場したNEXTで、宝石強盗団のボス。財産家であるが、欲しいと思ったものを手に入れずにはいられない我侭な性格で、言動はやや子供じみている。手下は執事のリチャード（声 - 小形満）とウォルター（声 - 喜山茂雄）。能力発動中の虎徹とバーナビーの連撃もものともしない耐久力を見せつけるが、最後の最後で同時攻撃を決められて敗北し、虎徹からの誕生日プレゼントとしてバーナビーの手で警察へ引き渡された。
「自分の身体の表面をダイヤモンドに変えて硬くする」能力を持ったNEXT。
エドワード・ケディ（Gady Edward）
声 - 羽多野渉
第8話で登場したNEXTの青年。イワンの親友であり、ヒーローアカデミーで共に学んでいた。性格的にも能力的にもヒーロー向きだったが、アカデミー卒業前に規則を破って人質事件へ乱入した際に誤って人質を殺してしまい、犯罪者となったことでヒーローになる資格を失った。この事件のことでイワンを逆恨みし、復讐するために脱獄した。そういった理由からルナティックに命を狙われるがイワンに助けられたことで和解、感謝の言葉を残して再逮捕された。
NEXT能力は「砂を操る」ことで、地中や壁の中を移動したり、物をその中に沈めることができる。
マリー、リリー、メアリー
声 - 大原さやか（マリー）、遠藤綾（リリー）、中原麻衣（メアリー）
第9話に登場した連続誘拐犯（本人達曰く「値段のちょっぴり高いベビーシッター」）の三姉妹で、3人ともNEXT。能力とスタンガンを使って、資産家の子供だけを狙う。
市長の息子であるサムをパオリンごと誘拐したが、2人ともNEXTだったため能力発動により形勢逆転され、降参した。
NEXT能力は「匂いを嗅ぎ取る」こと。長女マリーは危険の匂い、次女リリーは嘘の匂い、三女メアリーはカネ（金）の匂いを嗅ぎ取ることができる。
ジェイク・マルチネス（Jake Martinez）
声 - 藤原啓治
ウロボロスの一員。元傭兵で自称「神から2つの能力を授けられた」NEXT。左足は義足で、全身にタトゥーを入れている。手の指の爪を噛む癖があり、全ての爪先が荒れている。強盗、誘拐、殺人の罪で、刑期250年の長期受刑者としてアッバス刑務所へ収監されていたが、クリームの起こしたテロにより解放された。その際、20年前のブルックス夫妻の殺害犯として発表されたが、本人は「何人も殺しているので覚えてない」と嘯き、否定も肯定もしなかった。
性格は残虐非道であるものの、NEXTは神に選ばれた者だという選民思想を持つ。普通の人間と人間に雇われているヒーローを排除し、自らが支配するNEXTのための国を作り上げるという目的で行動していた。
NEXT能力は攻撃にも転用できる「バリア」と、「人の心の声を読み取る」こと。同志のクリームによって制圧されたシュテルンビルトの中で、余興としてヒーローとの1対1で対戦するという「セブンマッチ」を持ちかけ、この能力で彼らを圧倒する。しかし、対戦を重ねたことにより能力を暴かれ、4戦目の途中で虎徹の助言を得たバーナビーの不意打ちによって敗北し、能力無しでは打たれ弱い一面を見せた。その直後に逃走しようと抵抗を試みるが、クリームの操縦するヘリを誤って攻撃してしまい、墜落に巻き込まれて死亡する。
クリーム（Kriem）
声 - 根谷美智子
ウロボロスの一員。年齢は30代（20年前に学生だったため）。トランプのマークをベースにした扮装の女性。能力で操ったぬいぐるみを載せた軍用パワードスーツの大軍を指揮し、シュテルンビルトの要所を制圧。シュテルンビルトそのものを人質に、ジェイクの解放を迫る。
少女の頃にNEXT能力が開花し、それを理由に両親を含めた周囲から迫害された過去を持つ。20年前のクリスマスイブにジェイクによって身代金目的で誘拐されるが、両親に見捨てられる。その際、自暴自棄になった自分へNEXTの優位性と生き方を説いたジェイクに共感し、それ以来彼を慕い付き従ってきた。
ジェイク解放後は彼の「ゲーム」を実況しながら、観戦していた。ジェイクの敗走を助けようとするが、操縦していたヘリを彼に誤って撃墜され、重傷を負い昏睡状態に陥った。第18話で目覚め、自分の過去とバーナビーの両親を殺害したのがジェイクではないことをバーナビーに告げ、自ら生命維持装置を外してジェイクの後を追った。
NEXT能力は「ぬいぐるみを操る」こと。自身の髪の毛をぬいぐるみに刺し入れ、さらに通信機を通して大量に遠隔操作することができる。そのため拘束された後は、昏睡状態ではあったが、能力を使われないように剃髪された。
ハンス・チャックマン（Hans Chuckman）
声 - 三宅健太
ウロボロスの一員。顔にトランプのダイヤを模したペイントがある、細目の青年。
NEXTではない普通の人間だが、クリームによるとジェイクの思想に賛同して傘下に入ったとのこと。交渉人としてシュテルンビルトの首脳陣のところへ単身で乗り込むも拘束され、後に直接乗り込んできたジェイクに始末された。
ライオネル・ホーク（Raionel Hork）
声 - 片桐仁（ラーメンズ）
第14話に登場した楽屋泥棒。第7話にも登場しており、アルバイト中にヒーローイベントショーのバーナビーの代役へされかけている。その時に裏方の警備の薄さを知り、楽屋泥棒を始めた。アイドル好きで、その手のイベントには必ず参加しているらしい。華奢な体格であり、女装して犯行を行う。左の目元にほくろがある。
ブルーローズの楽屋から彼女の鞄を盗み出し、能力を駆使してスクーターで逃げ回るが、最後には道路上で待ち構えていたロックバイソンに捕まえられた。
NEXT能力は「息を停めている間だけ透明化」。本人が触れている物体もその影響を受ける。
ロトワング（Rotowang）
声 - 宮本充
第15話に登場。かつてブルックス夫妻の下でアンドロイドを研究していた科学者の1人。「NEXTは人間の成り損ない」と考えているNEXT差別者で、人間やNEXTを超越・凌駕するアンドロイドの製作を目指し、研究を続けていた。
試作品のシスを失った後、マーベリックの支援を得て発展型戦闘用アンドロイドであるH-01を開発し、第23話で再登場する。虎徹とバーナビーを翻弄するH-01を観戦しながら、拉致・監禁したヒーロー達を精神的に追い詰めて抹殺を図るも、H-01の敗北・量産型H-01軍団の停止といった予想外の事態が発生したため、失敗。最後はマーベリックに用済みと見なされ、ジャスティスタワーから蹴り落とされた。
シス（Sis）
声 - 矢島晶子
第15話に登場。キースが恋をした女性。実はロトワングが開発した戦闘用アンドロイドであり、より強力なアンドロイドとなるための比較対象として、ヒーローのデータがインプットされていた。簡単な受け答えができる程度の会話機能を持っている。
輸送中の落雷事故でシステムが故障し、ヒーローを認識すると戦闘モードとなって暴走するようになってしまった。暴走を止めに入った虎徹とバーナビーを圧倒するが、戦闘中に外装が剥離・焼失してしまい、パトロール中のスカイハイにシスと気づかれないまま破壊された。
ロトワング役の宮本とシス役の矢島のキャスティングは2人が出演したさとうけいいちの監督作『THE ビッグオー』を意識したものであり、さとうが音響監督に頼んで実現した。
H-01（エイチゼロワン）
第21話から登場した偽ワイルドタイガーの中身で、ロトワングが開発したシスの発展型戦闘用アンドロイド。赤と黒の新型スーツを着用しており、腕には本物と同様にワイヤーガンが装着されている。右足から取り出すレーザーガンや左腕から伸びるレーザーソードといった武器に加え、パワーとスピードを駆使して虎徹とバーナビーと互角以上の戦いを繰り広げるも、虎徹によって後ろから組み付かれた隙に、バーナビーが撃ったレーザーガンで倒される。その直後、同型の量産型も多数登場してヒーロー達を窮地へ追い込むが、斎藤がセーフティーモードの起動に成功したため、全機とも停止させられた。

Mr.ホッパー（Mr.Hopper）
声 - 川原慶久
第16話に登場。バッタのような跳躍力を持つNEXTの強盗殺人犯。ルナティックに狙われるが、虎徹とバーナビーが阻止したために生き残った。Mr.ホッパーを逮捕したことにより、バーナビーはクォーター・シーズンの獲得ポイント記録を更新した。
ブノワ・バルデュー
声 - 後藤哲夫
第16話に登場した非NEXTの犯罪者。過去2年間に9人の女性を暴行殺害しているため、「レディーキラー」の異名を持つ。電磁鞭を武器として使う。
虎徹に犯行を阻まれるも、能力切れを起こした彼を撃退して逃亡。しかしその後、ルナティックによって粛清される。
ヘンリー・ライム、ルーカス・バーン
声 - 新祐樹（ヘンリー）、白石兼斗（ルーカス）
非NEXTの強盗殺人犯の2人組。強盗に入った際口封じの為に家の住民も容赦なく射殺する残虐な性格。ユーリの母・オリガも同じ手口で殺害。母を殺されて激昂したユーリ（ルナティック）によってルーカスは火だるまにされ「あついよ・・あついよ・・」と断末魔と共に死亡。ヘンリーは逃げようとして虎徹とバーナビーに庇われるが追いつかれ焼殺された。2人は元々ルナティックのことは知っており恐怖していた。
フガン＆ムガン
声 - 宮野真守(フガン)、小野賢章(ムガン)、釘宮理恵(幼少期)
ウロボロスの一員である双子の兄弟。髪や肌に衣服も含め全身真っ白の容姿をしている。
戦ってる間も相手を茶化したり真面目な雰囲気には長時間耐えきれない子供のような性格。。
フガンのNEXT能力は「受けた攻撃を蓄積し放つ」。ムガンのNEXT能力は「ワープ」。L.L.オードゥンを超えるため、36名のヒーローを倒そうとして、本当の理由は育ての親のニコライがウロボロスから命令を受けたのを知って恩返しのためにヒーローたちを襲っていた。しかし、最終的にTIGER＆BUNNYとMr.トーマスとマジカルキャットの連携で退いた後、組織に用済みとなり、グレゴリーにニコライ共々暗殺された。
ニコライ・ブラーエ
声 - 木下浩之
ウロボロスのランク2である幹部の1人。幼い頃のフガンとムガンに出会い、育ての親となった。親がいなかった2人を溺愛しつつも組織への忠誠心が強い。
NEXT能力は「左拳を握っている間、対象を硬直させる」。この能力でフガンとムガンが倒したヒーローを硬直させていた。最終的に組織から用済みとなり、グレゴリーによりフガンとムガン共々暗殺された。
グレゴリー・サンシャイン
声 - 子安武人
アッバス刑務所に収監されてるNEXT犯罪者。性格は傲慢かつ自己中心的な人物。NEXT能力は「体液に触れたNEXTの能力を暴走させる」。実は感染症とされるXの事件を引き起こし、さらにライアンを負傷させた張本人でもある。ウロボロスによって脱獄し、新薬投与の実験体になった。最終的に逃亡を図るがブルーゴールデンによって身柄を確保された。しかし、その直後に自身もウロボロスから用済みとなり組織の使いによって暗殺されると同時に彼の能力が消滅した。
シガニー・ロシツキー
声 - 本田貴子
ウロボロスのランク2である幹部の1人。科学者でありながら彼女自身もNEXT能力者である。性格は冷酷卑劣で目的のためなら同じウロボロスのNEXTすら捨て駒にする手段を選ばない人物である。NEXT能力は「他人への憑依」その正体はニモチルドレンの１人でもある。ヒーローとシュテルンビルト市民の絆と信頼関係を崩壊させる野望を目論むが最終的に用済みとなり、グレゴリーにより暗殺された。
L.L.オードゥン
声 - 稲田徹
アッバス刑務所に収監してるNEXT犯罪者。歴史上最強と呼ばれたNEXTで元々はヒーローになりたかったが、親が犯罪者だったため認可が下りず、非合法野良ヒーローとなった。18名のヒーローを倒すが最終的に違法活動で逮捕された。フガンとムガンの憧れの人物でトーマスも憧れていた。感染症Xが拡大する中でグレゴリーによりボティガードとして雇うが最終的に裏切られ、感染症Xにより操り人形にされた。しかし、虎徹がNEXT能力を失う中でバーナビーが暴走を止められた後、身柄を確保された。

### 一般市民、その他
鏑木 楓（かぶらぎ かえで / Kaede Kaburagi）
声 - 日高里菜
虎徹の一人娘。フィギュアスケートを嗜んでいる。9歳（第17話以降は10歳、ライジングでは11歳）。オリエンタルタウン在住で父方の祖母である安寿と二人暮らしをしている。シリーズ初期のヘアスタイルは、黄色いリボンで括ったサイドポニーのセミロング。
第2話の事件でバーナビーに助けられ、彼のファンとなった。明るく活発な性格で年の割にはませた一面も覗かせる。
父親である虎徹には溺愛されているが、彼がNEXTであることやワイルドタイガーであることは知らされずに育てられ、別居の理由も単に仕事の都合とだけ説明されていた。そうした事情から親子間のコミュニケーションがスムーズにいかない時期もあったが、虎徹の久々の帰省時に事故から助けられた一件で、以前よりは素直になった。虎徹がヒーローと知ってからは応援している。
第17話でNEXT能力が発現した。能力は「NEXTの能力のコピー」で、直近に接触したNEXTの能力をコピーして使うことができる。
鏑木 安寿（かぶらぎ あんじゅ / Anjyu Kaburagi）
声 - 定岡小百合
虎徹の母で楓の父方の祖母。ヒーローとして活躍している息子を案じながら、オリエンタルタウンで楓を育てている。自宅の家庭農園で野菜を栽培している。虎徹が冤罪事件に巻き込まれた際には楓に虎徹がヒーローであることを告げる。
 鏑木 友恵（かぶらぎ ともえ / Tomoe Kaburagi）
声 - 坂本真綾
虎徹の妻で故人。旧姓は天宮。心優しい性格。虎徹とは同じ高校のクラスメイトで、ヒーローマニアだった。闘病生活を送りながら虎徹の仕事を見守っていたが、物語開始の5年前、虎徹のヒーロー活動中に息を引き取る。
鏑木 村正（かぶらぎ むらまさ / Muramasa Kaburagi）
声 - 田中正彦
虎徹の兄で楓の父方の伯父。独身。オリエンタルタウンで、バーカウンター併設の酒屋「鏑木酒店」を経営している。洞察力が鋭く、帰省した虎徹の傷心を見抜き、相談に乗る。
バーナビー・ブルックス（Barnaby Brooks）、エミリー・ブルックス（Emily Brooks）
声 - 上田燿司（バーナビー）、赤池裕美子（エミリー）
バーナビーの両親で故人。生前は「人を助けるアンドロイド」の研究を行っていた。親友であるマーベリックに研究者として協力していたが、彼と犯罪組織の密通を知って咎めたため、口封じのために殺害された。墓に刻まれている生年月日はバーナビーがNC1913年11月4日、エミリーがNC1915年7月28日である。
2人の作ったアンドロイドは、人に危害を加えそうになった時に備えてセーフティーモードが搭載されている。パスコードは「1104+728=10313329」。
サマンサ・テイラー（Samansa Tailor）
声 - 竹村叔子
バーナビーの両親の存命中に、ブルックス家のメイドをしていた老婦人。現在も誕生日に手作りケーキを贈るなど、バーナビーとは若干の交流があり、ヒーローとして活躍する彼を暖かく見守っていた。身寄りの無いバーナビーにとっては、大切な昔馴染み。
物語後半、バーナビーの両親が殺害された事件に関連する真実に気づいてしまい、虎徹への冤罪の罠が仕組まれた殺人事件の被害者としてマーベリックに命令された彼の手下によって殺害される（殺害描写はない）。
市長
声 - 上田燿司
シュテルンビルト市長。本名は不明。黒人男性。有事の際には優柔不断な弱腰で、自分の保身が先に立つ言動が目立つ。
サム（Sam）
声 - こおろぎさとみ
シュテルンビルト市長の息子である乳幼児のNEXT。
「テレキネシス」を持つNEXTだが、まだ能力を制御できず、泣いた時に発動させてしまう。第9話で、急な公務の入った市長の指名により子育て経験を持つ虎徹へ預けられるが、パオリンに懐いてしまい、彼女に抱かれた時だけ泣き止んだ。
オリガ・ペトロフ
声 - 山像かおり
ユーリ（ルナティック）の母親。ユーリが幼いころに夫・レジェンドによる家庭内暴力から息子に庇われて夫を殺害され、そのことで息子を憎んでいる。しばらくは登場しなかったものの『2』では少しは親子関係が改善されているらしく息子の為にクッキーを作っていたが、強盗犯のヘンリーとルーカスに襲撃されヘンリーがそのクッキーを盗み食いしたところに抵抗したことで射殺されてしまう。
巻き込まれ少女
声 - 伊瀬茉莉也
25話全ての作中の様々な場面で登場する、モブキャラの少女。本名は不明。紫色のワンピースと栗色の髪、両目の下にある泣きぼくろが特徴。
多くの話で何らかのアクシデントに巻き込まれており、スタッフ内では「巻き子」などと呼ばれている。
マッティア・イングラム（Mattia Ingram）
声 - 阪口周平
バーナビーが幼い頃はすむかいに住んでいた旧友。
アプトン研究所で非ネクストに能力を開花させ、ネクストと非ネクストの垣根を無くすための研究をしていた。
しかし、偶然完成した薬が「ネクスト能力を強化する」効果を生み出してしまい、ウロボロスとの関係者の手に渡ってしまう。
ザミラ・チャイコスカヤ（Zamira Tchaikoskaya）
声 - 湯屋敦子
ラーラの母親。テニスプレーヤーの元チャンピオン。普段は厳格だが根は娘思いでもある。自分のパートナーがスタンドプレイに走ったことで喧嘩別れした過去がある。
ルビー・トーラス（Ruby Taurus）
声 - 本渡楓
トーマス・トーラスの妹。幼少期に養子に引き取られた際に生き別れとなったが、成長し大きくなった後、シュテルンビルトで聖地巡礼旅行にて兄トーマスとの再会を果たし、彼が長年抱えるトラウマから解放するきっかけを作った。
リトル・アウロラ（Little Aurora）
声 - 木村有里
脳の働きを活性化するNEXT能力者。普段は眼を閉じているが彼女の感覚は絶大で、それから42年間はNEXTと非NEXTの対立と偏見を無くそうとする陰の功労者でもある。感染症Xの謎を解明するためにシュテルンビルトへ来訪した。
エレナ
声 - ニケライ・ファラナーゼ
ペトロフ家のヘルパーをしている女性。オリガ共々ヘンリーとルーカスに襲われ銃撃され重傷を負う。オリガを守れなかったことに激しい罪悪感を覚えている。

## 用語
NC
本作で使用されている紀年法の表記。バーナビーの両親が殺害された年が「NC1957」、セカンドシーズン（デビューシーズン翌年）が「NC1978」である。
シュテルンビルト
物語の舞台の三層構造の都市。過去、水害対策による対応によって発展し現在に至る。様々な人種や民族、そしてNEXTが共存している未来都市で、その平和をスーパーヒーロー達が守っている。シュテルンビルトとはドイツ語で星座を意味する。通貨単位はシュテルンドル。公用語は英語が用いられており、英文を紹介するシーンでは視聴者への配慮で日本語字幕が出る場合もある。司法制度として、死刑制度が無い。
都市は上層から順に富裕層の住むゴールドステージ、中流層の住むシルバーステージ、スラムではないが下流層の住むブロンズステージの三層で構成されており、街の中心には約600メートルのジャスティスタワーがそびえ立ち、シュテルン・メダイユ地区の三層環縁をヒーロー所属企業のタワービルが取り囲むように建っている。シュテルンメダイユ地区には新名所フォートレスタワーもある。
街のモデルはアメリカ。
ジャスティスタワー
内部にはヒーローたちを管轄する司法局があり、ヒーローたちのトレーニングセンターも設置されている。

NEXT（ネクスト）
約45年前に確認されはじめた特殊な能力を持つ人間。一種の超能力者で、能力は様々で、「炎を操る」「氷を操る」といった実用性の高いものから、「汗を多く流す」「顔の皮膚を伸ばす」などといった単なる奇人変人レベルまで千差万別。発現時期もまちまちで、生まれついての者もいれば、ある日突然目覚めることもある。逆に極まれなケースとして、能力が減退・消滅するNEXTもいる。
基本的には1人1つの能力しか持たないが、稀にジェイクの様に複数の能力が発現するケースがある。また、虎徹とバーナビーの様に別人だが同じか似た様な能力を持つ場合もある。NEXTは能力使用時に全身と瞳が発光し、青色に光ることが多いが、状況や特定個人によっては赤やオレンジ系の場合もある。
能力を犯罪に使う者もおり、NEXTの犯罪者への対処もヒーロー達が行っている。一方で、NEXTに対する偏見や差別も少なからず存在する。
エースコミカライズ版ではこのNEXTに対する偏見や差別がTVアニメ本編よりも更に深刻に描かれており、「反ネクスト」と呼ばれるNEXT差別者が日常的にNEXT能力者への攻撃・差別的活動を行っていることが社会問題となっている。
スーパーヒーロー（ヒーロー）
NEXTの中で企業に所属し、シュテルンビルトの平和を守るために日夜活躍する者。単に「ヒーロー」とも呼ばれている。1企業1人で7会社による7人のヒーローで活動していたが、バーナビー参戦により7会社8人のヒーロー構成となった。
企業に属する各自が援助を受け、スポンサーのイメージアップのための広告塔として「HERO TV」でのヒーローポイント獲得を目指して事件解決や人命救助に勤しんでいる。但し犯罪者の逮捕権は持っておらず最終的に逮捕するのは警察でヒーロー達はあくまで捕えた犯人を引き渡すことが仕事。ヒーロー達の活躍によって株価が変動することがあるため、どの企業も自社のヒーロー達に多額を投資し目立たせようするが、ヒーロー達は互いに商売仇という立場であるため、敵視し合うこともあるが、連携して活躍もするので、良好なチーム関係にある。「HERO TV」のおかげで一般的な認知も高く、各ヒーローごとに固定ファンが存在し、ファングッズなどが販売されている他、ファンサービスのイベントやショーも度々行っている。
なお、バーナビーのような例外を除けば、ヒーローの素顔と本名は非公表であり、プライベートでは一般市民と同様の生活をしている。出動要請や交信用として同タイプのブレスレット形PDAを身に着けている。
作中におけるヒーロースーツには実在する企業や商品のロゴがペイントされているが、PVなどではカットされている場合もある。それらのロゴに関しては、スポンサーとして記載。一部のヒーローは、放送途中で新規のスポンサーロゴが追加されている。各ヒーローの所属企業とこれらスポンサーは、「各所属企業に出資する他企業」という立ち位置。
ヒーローとして活動するには司法局の許可が必要で、NEXTが犯罪を起こした場合にヒーロー資格を失うことが確認されている。
ステルス・ソルジャー（声 - 白熊寛嗣）のように、引退後に元ヒーローとしてTVコメンテーターに転身する者もいる。
2部リーグヒーロー
アニエスの提案したHERO TVの2部リーグで活躍するヒーロー。HERO TVで放送しない様な軽犯罪を担当する。1部とは違いヒーロー達は基本的にスポンサーロゴを身に付けていない。また、HERO TVに放映されることも少なく、ギャラなども1部と比べると低い。
現在、4名が所属(後に虎徹とバーナビーも所属)。いずれのメンバーも1部のヒーロー達を「先輩」と呼び慕っておりHERO TVで彼らの活躍を見て勉強している。虎徹とバーナビー所属後は2人の喧嘩を仲裁している。
一応全員NEXTで、劇場版The Risingにて全員の能力が判明したが、実戦で役に立つか定かではないものばかり。
HERO TV
シュテルンビルトの人気テレビ番組。アポロンメディア傘下のOBCから放送されている。
様々な事件や事故をヒーロー達が活躍する様子を生中継したり録画放映する番組。人気が低迷していた時期があったが、アニエスがプロデューサーに着任してからは高視聴率を維持している。
一番に現場に到着する・人命救助する・犯人を逮捕するなどといったヒーロー達の様々な活躍によってポイントが振り分けられ、それを10月から翌年9月までの1シーズンの間に最も多く獲得したヒーローを「キング・オブ・ヒーロー」として選出している。
本作中での「HERO TV」は、前述の紀年法より、NC1977年9月（第1話Bパート前半まで）のシーズン最終日、NC1977年10月（第1話Bパート後半）からNC1978年9月(第14話開始前)に終了したシーズン、NC1978年10月からの軽犯罪を専門とする2部リーグを新設したシーズン、NC1979年（最終回）のシーズンにまたがる。
七大企業
ヒーロー事業参入を認可された7つ枠のシュテルンビルトの企業群。企業ビルはそれぞれのシンボルを模した形になっている。企業名はそろって、アポロン、タイタン、クロノス、ポセイドン、オデュッセウス、ヘリペリデス、ヘリオスとギリシア神話にまつわる名を冠している。
アポロンメディア
様々な会社を傘下に擁する総合メディア企業であり、CEOはアルバート・マーベリック。シンボルはグリフォン。「HERO TV」を放送しているOBCの親会社でもあり、ヒーローたちの各種グッズや専門誌などのメディアミックスも積極的に行っている。虎徹が所属していた出版社「Top MaG」を買収、入れ替わる形で参入する。新ヒーローのバーナビーに、パートナーとして虎徹を配する初のバディ・ヒーローを擁した。
虎徹の2部復帰後もメインスポンサーを続けている。
タイタンインダストリー
工業系の企業。重工業産業に力を入れている。シンボルはバステト。
クロノスフーズ
食料系の企業。シンボルはミノタウロス。
ポセイドンライン
交通系企業。モノレール、タクシー、飛行船と都市の交通網を運営している。シンボルはペガサス。ベンの再就職先のタクシーもポセイドン系列であった。
オデュッセウスコミュニケーション
通信系企業。シンボルはドラゴン。
ヘリペリデスファイナンス
金融系企業。シンボルは狛犬でビル頂上の彫像は鳥居と共になっている。
ヘリオスエナジー
エネルギー系企業。シンボルはフェニックス。オーナーはネイサン・シーモア。

トランスポーター
ヒーローの活動をサポートするための大型輸送トレーラー。タイガー＆バーナビーのものはヒーロースーツの装着チャンバーが設置され、ブルーローズのものは側面が開いて簡易ステージになる他、登場時のためのせり上がり装置がある。ロックバイソンのものは、飛行機能のない彼のためにカタパルト発射装置が備え付けられている等、それぞれのヒーローに合わせた機能と装備がある。ラウンジが設けられているものもあり、タイガー＆バーナビーやブルーローズなどは専用バイクも搭載されている。バイクや車や飛行手段を持たないドラゴンキッドは長距離移動にトランスポーターを使った。
GOOD LUCK MODE
斎藤がバーナビーの誕生日を記念して、虎徹とバーナビーのスーツに新たに付加した機能。ハンドレットパワーの効果が切れる瞬間の時間に合わせて虎徹の右手部分とバーナビーの右足部分が変形して大きくなり、最後の一撃を犯罪者に叩き込む。ただし、あくまで演出のためのギミックなので、威力は本人たちの実力による。
ロンリーチェイサーとダブルチェイサー
タイガー＆バーナビー専用のヒーローバイク。それぞれのカラーリングの専用バイクであるロンリーチェイサーがあり、タイガーの分を変形させてサイドカーとしてバーナビーのバイクに接続させダブルチェイサーとなる、2人同時出動時の移動手段。劇中では主にダブルチェイサー形態が用いられている。
ダブルチェイサー パート1・パート2
『2』に登場するダブルチェイサー。本作より多数のプレイスメントが表示されるようになった。
- メインプレイスメント - BN Pictures（バイク部分のナンバープレートを覆い隠すように表示）、EMOTION（サイドカー背後の最上部に表示）、ADK（EMOTIONの下に表示。以下同様）、TOY'S FACTORY、JAE、LEGS（株式会社レッグス）
  - サイドカー（パート1）へのプレイスメント - DESCENTE、Shachihata、日本郵便、BEAMS、Panaracer（パナレーサー株式会社）、S高等学校、アニメ!アニメ!、Happinet、EDION、SEED
  - サイドカー（パート2）へのプレイスメント - STARFLYER、萩の月、DIGA、ビックカメラ、GDO、Zoff、Kleenex、痛印堂、マツモトキヨシ、ELECOM

ウロボロス
シュテルンビルトで暗躍する団体。詳細は一切不明だったが、複数の「己の尾を咥えて円環となった蛇（ウロボロス）を剣で串刺しにした」紋章のタトゥーをしている者が、重犯罪行為を行っていることが確認されていた。
クリームはウロボロスを称してテロを起したもののウロボロスについては語らず、首謀者と見なされていたマーベリックも取引をしただけであり、しかも両者とも「ウロボロスは終わらない」と言い残して自決。組織の実態は不明のままに終わったが、最終話ラストで、水たまりに浸かって濡れた1シュテルンドル紙幣にウロボロスのマークが浮き出るシーンがある。
ヒーローアカデミー
シュテルンビルトにあるヒーローの養成所。校長はティモ・マッシーニ（声 - チョー）。老若男女の在校生は全員NEXTであるが、ヒーローというより奇人変人レベルの役に立つかも定かではない能力の者も在籍する。NEXT能力に目覚めた時点で入校資格を得ることが出来る。
バーナビーとイワンはアカデミー出身である。
ミラクルジャンプコミカライズ版では、例えヒーローになれなくてもアカデミーを卒業したというだけで面接で好待遇を受け、就職に困ることはないという設定がなされている。
エースコミカライズ版では、TVアニメ本編に比べNEXT能力者への偏見・差別や社会的風当たりが強いことから「ヒーローになれなければNEXTは社会で生きていけない」と考える者が多く、アカデミーを最後の頼みの綱としている学生達が描かれている。
アッバス刑務所
NEXT用の特殊独居房のある刑務所。
オリエンタルタウン
虎徹の故郷。日本の田舎のような風景に満ちたのどかな地域。
パワードスーツ
作中に登場する戦闘兵器。上部にある搭乗口から胴体に位置する部分に乗り込む。ファイヤーエンブレム曰く「下品な武器」。
作中では2種類登場。2機とも右側にガトリング砲が搭載されており、左側には爆弾魔が使用した物には火炎放射器が、クリームが多数のぬいぐるみを介して操った物はロボットアームが装備されている。

## スタッフ
|                                                                                      | 第1作                             | 第2作                                                                                    |
| ------------------------------------------------------------------------------------ | --------------------------------- | ---------------------------------------------------------------------------------------- |
| 企画・原作                                                                           | サンライズ                        | BN Pictures                                                                              |
| 監督                                                                                 | さとうけいいち                    | 加瀬充子                                                                                 |
| シリーズ構成 ストーリーディレクター（s2）                                            | 西田征史                          | 西田征史                                                                                 |
| キャラクター原案・ヒーローデザイン（s1） キャラクターデザイン/ヒーローデザイン（s2） | 桂正和                            | 桂正和                                                                                   |
| アクションディレクター                                                               | -                                 | 中島大輔                                                                                 |
| キャラクターデザイナー（s1） アニメーションキャラクターデザイン（s2）                | 羽山賢二 山田正樹                 | 板垣徳宏 山本美佳 立花希望                                                               |
| デザインワークス                                                                     | 小曽根正美                        | 小曽根正美                                                                               |
| ビジュアルデザイン                                                                   |                                   | 川井康弘                                                                                 |
| メカデザイン                                                                         | 安藤賢司                          | 安藤賢司                                                                                 |
| 色彩設計                                                                             | 永井留美子                        | 永井留美子 柴田亜紀子                                                                    |
| 美術設定（s1） 美術デザイン（s2）                                                    | 松本浩樹 兒玉陽平                 | 兒玉陽平 宮本崇                                                                          |
| 美術監督                                                                             | 大久保錦一                        | 東潤一                                                                                   |
| 3DCG（s1） CG制作（s2）                                                              | サンジゲン                        | サンライズ Digital Creation Studio                                                       |
| 音響監督                                                                             | 木村絵理子                        | 木村絵理子                                                                               |
| 撮影監督                                                                             | 田中唯                            | 後藤春陽 田中唯                                                                          |
| 編集                                                                                 | 奥田浩史                          | 長坂智樹                                                                                 |
| 音楽                                                                                 | 池頼広                            | 池頼広                                                                                   |
| エグゼクティブプロデューサー                                                         | 尾崎雅之 武井潤 竹田菁滋          | 尾崎雅之 濱田健二                                                                        |
| チーフプロデューサー                                                                 | -                                 | 富岡秀行                                                                                 |
| プロデューサー                                                                       | 田村一彦 松井千夏 丸山博雄        | 森田真好 遠藤直子                                                                        |
| アニメーションプロデューサー                                                         | -                                 | 田村一彦                                                                                 |
| 製作                                                                                 | サンライズ バンダイビジュアル MBS | BN Pictures BANDAI NAMCO Arts（第1話 - 第13話） Bandai Namco Filmwork（第14話 - 第24話） |
| 著作権表記                                                                           | (C) BNP / T&B PARTNERS            | （C）BNP/T&B2 PARTNERS                                                                   |

## 主題歌

### 第1作目主題歌
オープニングテーマ
「オリオンをなぞる」（第1話 - 第13話）
作詞・作曲 - 田淵智也 / 編曲・歌 - UNISON SQUARE GARDEN
第25話ではエンディングテーマとして使用された。
「ミッシングリンク」（第14話 - 第25話）
作詞・作曲 - 竹内真央 / 編曲・歌 - NOVELS

エンディングテーマ
「星のすみか」（第1話 - 第13話）
作詞 - 佐々木健太 / 作曲 - 佐々木健太、藤森真一 / 歌 - 藍坊主
第25話では挿入歌として使用された。
「マインドゲーム」（第14話 - 第24話）
作詞 - U-ka、珠妃、tzk / 作曲 - 秋田博之 / 歌 - 珠妃
第25話冒頭では挿入歌として使用された。

### 第2作目主題歌
オープニングテーマ
「kaleido proud fiesta」
作詞・作曲 - 田淵智也 / 編曲・歌 - UNISON SQUARE GARDEN
エンディングテーマ
「AIDA」（第1話 - 第13話）
作詞 - あの / 作曲 - TAKU INOUE / 歌 - ano
「Pilot」（第14話 - 第24話）
作詞 - 向井太一・GASHIMA / 作曲 - 向井太一・CELSIOR COUPE / 編曲 - CELSIOR COUPE / 歌 - 向井太一

挿入歌
「GO NEXT!!」（第1話、第2話、第7話、第10話）
作詞 - 大森祥子 / 作曲 - 池頼広 / 歌 - ブルーローズ（寿美菜子）
劇場版『The Beginning』でHERO TVのエンディングテーマ曲と判明した。
「My Song」（第4話）
作詞 - 大森祥子 / 作曲 - 池頼広 / 歌 - カリーナ・ライル（寿美菜子）

## 各話リスト

### 第1作目各話リスト
| 話数 | サブタイトル                                                                      | 脚本                    | 絵コンテ                       | 演出       | 作画監督                                   | 総作画監督 | 放送日        |
| ---- | --------------------------------------------------------------------------------- | ----------------------- | ------------------------------ | ---------- | ------------------------------------------ | ---------- | ------------- |
| #01  | All's well that ends well. 終わりよければすべてよし                               | 西田征史                | 米たにヨシトモ                 | 鈴木清崇   | 小林利充                                   | -          | 2011年 4月2日 |
| #02  | A good beginning makes a good ending. はじめが肝心                                | 西田征史                | 羽多野浩平                     | 羽多野浩平 | 山田起生                                   | -          | 4月9日        |
| #03  | Many a true word is spoken in jest. 嘘から出た真実                                | 西田征史 鈴木智尋       | 竹内浩志                       | 竹内浩志   | 竹内浩志                                   | -          | 4月16日       |
| #04  | Fear is often greater than the danger. 案ずるより産むが易し                       | 西田征史 鈴木智尋       | 北村真咲                       | 米田和博   | 神志那弘志                                 | -          | 4月23日       |
| #05  | Go for broke! 当たって砕けろ!                                                     | 西田征史 田中和次朗     | 北村真咲                       | 徳本善信   | 門智昭                                     | -          | 4月30日       |
| #06  | Fire is a good servant but a bad master. 火は従順なしもべだが、悪しき主人でもある | 西田征史 兒玉宣勝       | 須永司                         | 古田丈司   | 徳田夢之介                                 | -          | 5月7日        |
| #07  | The wolf knows what the ill beast thinks. 蛇の道は蛇                              | 西田征史 鈴木智尋       | 小林寛                         | 小林寛     | 板垣徳宏                                   | -          | 5月14日       |
| #08  | There is always a next time. 必ず機会が来る                                       | 西田征史 兒玉宣勝       | 北村真咲                       | 佐々木忍   | 山田起生                                   | -          | 5月21日       |
| #09  | Spare the rod and spoil the child. かわいい子には旅をさせよ                       | 西田征史 高橋悠也       | 須永司                         | 徳本善信   | 飯島弘也                                   | -          | 5月28日       |
| #10  | The calm before the storm. 嵐の前の静けさ                                         | 西田征史 高橋悠也       | 羽多野浩平                     | 亀井治     | 小林利充                                   | -          | 6月4日        |
| #11  | The die is cast. 賽は投げられた                                                   | 西田征史 鈴木智尋       | 北村真咲                       | 綿田慎也   | 門智昭                                     | -          | 6月11日       |
| #12  | Take heed of the snake in the grass. 草の中にいる蛇に用心せよ                     | 西田征史 高橋悠也       | 須永司 さとうけいいち          | 橋本裕之   | 小林有希子 安藤義信（アクション）          | -          | 6月18日       |
| #13  | Confidence is a plant of slow growth. 信頼という木は大きくなるのが遅い木である    | 西田征史                | 須永司 さとうけいいち          | 吉沢俊一   | 齋藤雅和                                   | -          | 6月25日       |
| #14  | Love is blind. 恋は盲目                                                           | 西田征史                | 北村真咲                       | 高橋健司   | 小林利充 宮下雄次                          | 羽山賢二   | 7月2日        |
| #15  | The sky's the limit... 限界は空高くに…                                            | 西田征史 吉田恵里香     | 小林寛                         | 北條史也   | 冨澤佳也乃 渡邊元子                        | 羽山賢二   | 7月9日        |
| #16  | Truth lies at the bottom of a well. 真実は井戸の底にある                          | 西田征史 高橋悠也       | 古田丈司                       | 古田丈司   | 鶴田仁美 中野圭哉                          | 羽山賢二   | 7月16日       |
| #17  | Blood is thicker than water. 血は水よりも濃い                                     | 西田征史 鈴木智尋       | 片山一良                       | 青柳宏宣   | 小林利充                                   | -          | 7月23日       |
| #18  | Ignorance is bliss. 知らぬが仏                                                    | 西田征史 兒玉宣勝       | 佐々木忍 森邦宏                | 佐々木忍   | 門智昭                                     | -          | 7月30日       |
| #19  | There's no way out. 袋の鼠                                                        | 西田征史 おかざきさとこ | 須永司                         | 徳本善信   | 小林有希子                                 | -          | 8月6日        |
| #20  | Full of courtesy, full of craft. 口に蜜あり、腹に剣あり                           | 西田征史 高橋悠也       | 北村真咲                       | 北村真咲   | 山本美佳 齋藤雅和                          | 羽山賢二   | 8月13日       |
| #21  | Heaven helps those who help themselves. 天は自ら助くる者を助く                    | 西田征史 鈴木智尋       | 小林寛                         | 小林寛     | 渡邉元子 冨澤佳也乃 安藤義信（アクション） | -          | 8月20日       |
| #22  | Bad luck often brings good luck. 人間万事塞翁が馬                                 | 西田征史 高橋悠也       | 亀井治                         | 亀井治     | 亀井治 鶴田仁美                            | -          | 8月27日       |
| #23  | Misfortunes never come singly. 不幸は単独では来ない                               | 西田征史 吉田恵里香     | 北村真咲                       | 吉沢俊一   | 工原しげき 飯島弘也                        | -          | 9月3日        |
| #24  | Nothing ventured, nothing gained. 虎穴に入らずんば虎子を得ず                      | 西田征史                | 佐々木忍 森邦宏 さとうけいいち | 佐々木忍   | 板垣徳宏 山本美佳 安藤義信                 | -          | 9月10日       |
| #25  | Eternal Immortality. 永久不滅                                                     | 西田征史                | 北村真咲 さとうけいいち        | 北村真咲   | 小林利充                                   | -          | 9月17日       |

各話の次回予告のナレーションは、虎徹の「どうも」、またはバーナビーの「ハーイ」の掛け声から、「TIGER&BUNNYの―の方、○○○です」の自己紹介形式で始まっており、本編で触れられない自らの趣味や趣向を明かしている。例えば虎徹「何にでもマヨネーズをかける、お風呂で歯を磨く」、バーナビー「好きな物は後にとって食べる、間接照明にこだわる」などであり、これらの脚本も西田征史が担当している。次回の英題を読みあげる際には、虎徹はたどたどしいが、バーナビーはとても流暢にこなしている。

### 第2作目各話リスト
| 話数 | サブタイトル                                                                                  | 脚本                         | 絵コンテ      | 演出              | 作画監督 | メカ作画監督 | 総作画監督                                   | ゲストキャラクターデザイン                                                | ゲストプロップデザイン | 配信日         |
| ---- | --------------------------------------------------------------------------------------------- | ---------------------------- | ------------- | ----------------- | --- | ------------ | -------------------------------------------- | ------------------------------------------------------------------------- | ---------------------- | -------------- |
| #01  | A word to the wise is enough. 一を聞いて十を知る                                              | 西田征史                     | 安藤良 小林寛 | イムガヒ          | 齋藤雅和 小沢久美子 高崎美里                                                                                  | 小曽根正美   | 冨澤佳也乃 小林理                            | 板垣徳宏 山本美佳 小沢久美子 高崎美里                                     | 冨澤佳也乃             | 2022年 4月8日  |
| #02  | No one knows the weight of another's burden. 他人の荷物の重さは、誰にも分からない             | 西田征史                     | 中島大輔      | 中島大輔          | 西島加奈 加藤洋人 板倉和弘                                                                                    |              | 稲吉智重 稲吉朝子 板垣徳宏                   | 板垣徳宏 山本美佳 冨澤佳也乃 小沢久美子 高崎美里 波部崇                   | 冨澤佳也乃             | 2022年 4月8日  |
| #03  | Suspicion will raise bogies. 疑いは悪霊を呼び寄せる                                           | 西田征史                     | 加瀬充子      | 伊部勇志          | 吉田雄一 飯飼一幸 小林利充 榊原智次                                                                           | 小曽根正美   | 冨澤佳也乃 小林理                            | 板垣徳宏 山本美佳 小沢久美子 前澤弘美                                     |                        | 2022年 4月8日  |
| #04  | Never put off till tomorrow what you can do today. 今日できることを明日に延ばすな             | 西田征史 吉田恵里香          | 北村真咲      | 榎本守            | 西島加奈 |              | 稲吉智重 稲吉朝子                            | 板垣徳宏 山本美佳 小沢久美子 波部崇                                       |                        | 2022年 4月8日  |
| #05  | Live and let live. 自分も生き、他人も生かせ                                                   | 西田征史 兒玉宣勝            | 西澤晋        | 小坂春女          | 前澤弘美 吉田雄一                                                                                             | 小曽根正美   | 冨澤佳也乃 小林理                            | 板垣徳宏 山本美佳 小沢久美子 郷津春奈                                     |                        | 2022年 4月8日  |
| #06  | Youth should be regarded with respect. 後生おそるべし                                         | 西田征史 高野水登            | 渡辺正樹      | 山内愛弥          | 中野圭哉 高崎美里 廣冨麻由 藤木かほる 齋藤雅和 小沢久美子 仲智あすか（協力）                                  |              | 稲吉智重 稲吉朝子                            | 板垣徳宏 山本美佳 小沢久美子 前澤弘美 波部崇                              |                        | 2022年 4月8日  |
| #07  | Out of the mouths of babes oft times come gems. 赤子の口から宝石                              | 西田征史 吉田恵里香          | 東海林真一    | 徳本善信          | 前澤弘美 吉田雄一 小沢久美子                                                                                  | 小曽根正美   | 冨澤佳也乃 小林理                            | 板垣徳宏 山本美佳 冨澤佳也乃 小沢久美子 高崎美里 前澤弘美                 | 冨澤佳也乃             | 2022年 4月8日  |
| #08  | You can't judge a book by its cover. 外見だけでは中身を判断できない                           | 西田征史 兒玉宣勝            | 宮崎修治      | 宮崎修治          | 板倉和弘 高崎美里                                                                                             |              | 板垣徳宏                                     | 板垣徳宏 山本美佳 冨澤佳也乃 小沢久美子 高崎美里 前澤弘美 波辺崇          | 冨澤佳也乃             | 2022年 4月8日  |
| #09  | Have not thy cloak to make when it begins to rain. 雨が降り始めてからレインコートを作らせるな | 西田征史 兒玉宣勝            | 鈴木健一      | 平田貴大          | 齋藤雅和 吉田雄一 飯飼一幸 中智あすか（協力）                                                                 | 小曽根正美   | 冨澤佳也乃 小林理                            | 板垣徳宏 山本美佳 稲吉智重 小沢久美子 高崎美里 前澤弘美                   | 小曽根正美             | 2022年 4月8日  |
| #10  | Pride comes before a fall. 驕りが滅亡の前にやってくる                                         | 西田征史 吉田恵里香          | 東海林真一    | 松下周平          | 加藤洋人 西島加奈 小曽根正美 小林利充 谷口繁則 中智あすか（協力） 高橋徳詔（協力） 立花希望（協力）           |              | 中野圭哉 山本美佳                            | 板垣徳宏 山本美佳 稲吉智重 小沢久美子 高崎美里 前澤弘美                   | 小曽根正美             | 2022年 4月8日  |
| #11  | Every cloud has a silver lining. どの雲も裏は銀色                                             | 西田征史 吉田恵里香          | 久行宏和      | 小坂春女          | 井野真理恵 吉田雄一 前澤弘美 小沢久美子 立花希望 嶋謙一 堀澤聡志（協力）                                      | 小曽根正美   | 冨澤佳也乃 小林理                            | 板垣徳宏 山本美佳 小林理 稲吉智重 小沢久美子 高崎美里 前澤弘美            |                        | 2022年 4月8日  |
| #12  | Man's extremity is God's opportunity. 人の難局は神の好機                                      | 西田征史 兒玉宣勝            | 中島大輔      | 中島大輔          | 高崎美里 飯飼一幸                                                                                             |              | 稲吉智重 稲吉朝子                            | 板垣徳宏 山本美佳 冨澤佳也乃 稲吉智重 小沢久美子 高崎美里 前澤弘美 波部崇 | 小曽根正美 川井康弘    | 2022年 4月8日  |
| #13  | Constant dropping wears away a stone. 点滴、石を穿つ                                          | 西田征史                     | 東海林真一    | 徳本善信          | 前澤弘美 齋藤雅和 吉田雄一 小沢久美子                                                                         |              | 板垣徳宏 山本美佳 冨澤桂也乃                 | 板垣徳宏 山本美佳 小林理 稲吉智重 高崎美里 前澤弘美                       | 小曽根正美 川井康弘    | 2022年 4月8日  |
| #14  | March winds and April showers bring forth May flowers. 三月の風と四月の雨で五月の花が咲く     | 西田征史 兒玉宣勝            | 鈴木健一      | 榎本守            | 板倉和弘 小林利充 嶋謙一                                                                                      |              | 中野圭哉                                     | 板垣徳宏 山本美佳 冨澤佳也乃 高崎美里 前澤弘美 川井康弘                   | 冨澤佳也乃             | 2022年 10月7日 |
| #15  | No pain no gain. 痛みなくして何も得られない                                                   | 西田征史 吉田恵里香          | 北村真咲      | 北村真咲          | 猪熊一晃 小沢久美子 井畑翔太 西島加奈                                                                         | 小曽根正美   | 冨澤佳也乃 小林理                            | 板垣徳宏 山本美佳 冨澤佳也乃 小沢久美子 高崎美里 波部崇 川井康弘          |                        | 2022年 10月7日 |
| #16  | A friend in need is a friend indeed. まさかの友こそ真の友                                     | 西田征史 吉田恵里香          | 須永司        | 小坂春女          | 加藤洋人 板倉和弘 高崎美里 飯飼一幸 一居一平 谷口繁則                                                         |              | 稲吉智重 稲吉朝子 立花希望                   | 板垣徳宏 山本美佳 冨澤佳也乃 小沢久美子 高崎美里 波部崇 川井康弘          | 冨澤佳也乃             | 2022年 10月7日 |
| #17  | The gods send nuts to those who have no teeth. 神は歯のない者にクルミを授ける                 | 西田征史 宮本武史 吉田恵里香 | 中島大輔      | 中島大輔          | 前澤弘美 西島加奈 皆川愛香利 岩崎成希 吉田雄一 嶋謙一                                                         | 小曽根正美   | 板垣徳宏 山本美佳 立花希望 中野圭哉          | 板垣徳宏 山本美佳 冨澤佳也乃 小沢久美子 高崎美里 前澤弘美 波部崇          | 冨澤佳也乃             | 2022年 10月7日 |
| #18  | One eyewitness is better than ten hearsays. 一人の目撃は十人の伝聞に勝る                      | 西田征史 兒玉宣勝 宮本武史   | 東海林真一    | 山地光人          | 橋口隼人 小川玖理周                                                                                           |              | 稲吉智重 稲吉朝子                            | 板垣徳宏 山本美佳 冨澤佳也乃 高崎美里 波部崇                              | 冨澤佳也乃             | 2022年 10月7日 |
| #19  | You cannot make a crab walk straight. 蟹にまっすぐ歩かせる事は出来ない                        | 西田征史 兒玉宣勝            | 須永司        | 平田貴大          | 冨澤佳也乃 小林理 小沢久美子 吉田雄一 稲熊一晃 岩崎成希 斎藤雅和                                              |              | 冨澤佳也乃 小林理                            | 板垣徳宏 山本美佳 冨澤佳也乃 高崎美里 波部崇                              | 冨澤佳也乃             | 2022年 10月7日 |
| #20  | The darkest hour is just before the dawn. 夜明け前が一番暗い                                  | 西田征史 宮本武史 吉田恵里香 | 西森章        | 松下周平          | 加藤洋人 小野和寛 小林利充 高崎美里 見嶋梨香                                                                  |              | 稲吉智重 稲吉朝子 山本美佳                   | 板垣徳宏 山本美佳 高崎美里 前澤弘美                                       | 冨澤佳也乃             | 2022年 10月7日 |
| #21  | Nothing comes of nothing. 無から得られるものはなし                                            | 西田征史 吉田恵里香          | 寺田和男      | 山地光人 櫛谷健太 | 三橋妙子 宮谷里沙                                                                                             |              | 立花希望 板垣徳宏                            | 板垣徳宏 山本美佳 冨澤佳也乃 高崎美里 前澤弘美                            | 冨澤佳也乃             | 2022年 10月7日 |
| #22  | Coming events cast their shadows before. 事が起こる前に影がさす                               | 西田征史 兒玉宣勝            | 須永司        | 榎本守            | 西島加奈 小曽根正美 飯飼一幸 皆川愛香利 川辺雄介 小金丸篤美 嶋謙一                                            |              | 中野圭哉 嶋謙一                              | 板垣徳宏 山本美佳 冨澤佳也乃 高崎美里 波部崇 川辺雄介                     | 冨澤佳也乃             | 2022年 10月7日 |
| #23  | Lookers-on see most of the game. 見物人が最も状況を見ている                                   | 西田征史 吉田恵里香          | 北村真咲      | 北村真咲          | 吉田雄一 前澤弘美 堀澤聡志 川辺雄介 稲熊一晃 冨澤佳也乃 小林理                                                | 小曽根正美   | 冨澤佳也乃 小林理 板垣徳宏                   | 板垣徳宏 山本美佳 冨澤佳也乃 高崎美里 前澤弘美                            | 冨澤佳也乃             | 2022年 10月7日 |
| #24  | Union is strength. 団結は力なり                                                               | 西田征史 兒玉宣勝            | 東海林真一    | 徳本義信          | 加藤洋人 板倉和弘 小野和寛 小林利充 川辺雄介 深澤聡志                                                         |              | 稲吉智重 稲吉朝子                            | 板垣徳宏 山本美佳 冨澤佳也乃 高崎美里 前澤弘美 波部崇                     | 冨澤佳也乃             | 2022年 10月7日 |
| #25  | Today is not just tomorrows yesterday. 今日は、単なる明日の昨日ではない                       | 西田征史                     | 中島大輔      | 中島大輔          | 板垣徳宏 山本美佳 立花希望 冨澤佳也乃 小林理 高崎美里 小沢久美子 齋藤雅和 吉田雄一 小野和寛 嶋謙一 小曽根正美 |              | 板垣徳宏 山本美佳 立花希望 冨澤佳也乃 小林理 | 板垣徳宏 山本美佳 冨澤佳也乃 前澤弘美 波部崇                              | 冨澤佳也乃             | 2022年 10月7日 |

## 放送局・配信

### 第1作目放送局・配信
| 放送地域   | 放送局             | 放送期間                                              | 放送日時                                    | 放送系列   | 備考                                                        |
| ---------- | ------------------ | ----------------------------------------------------- | ------------------------------------------- | ---------- | ----------------------------------------------------------- |
| 近畿広域圏 | 毎日放送           | 2011年4月2日 - 9月17日                                | 土曜 25:58 - 26:28                          | TBS系列    | 製作局 『アニメシャワー』第1部                              |
| 日本全域   | Ustream            | 2011年4月2日 - 9月17日                                | 土曜 25:59頃 - 26:29頃                      | ネット配信 | MBSの本放送と同時に配信                                     |
| 東京都     | TOKYO MX           | 2011年4月5日 - 9月20日                                | 火曜 23:00 - 23:30                          | 独立局     |                                                             |
| 日本全域   | バンダイチャンネル | 2011年4月6日 - 9月21日                                | 水曜 12:00 更新                             | ネット配信 | 最新話1週間無料配信                                         |
| 日本全域   | BS11               | 2011年4月9日 - 9月24日                                | 土曜 24:30 - 25:00                          | BS放送     | 『ANIME+』枠                                                |
| 日本全域   | アニマックス       | 2011年7月18日 - 2012年1月9日                          | 月曜 22:00 - 22:30                          | CS/BS放送  | リピート放送あり                                            |
| 三重県     | 三重テレビ         | 2012年8月13日 - 9月14日                               | 月曜 - 金曜 26:50 - 27:20                   | 独立局     | 平日枠集中放送                                              |
| 岩手県     | IBC岩手放送        | 2013年12月13日 - 2014年3月28日 2014年4月4日 - 6月13日 | 金曜 15:50 - 16:19 金曜 25:35 - 26:05       | TBS系列    |                                                             |
| 千葉県     | チバテレ           | 2014年2月5日 - 3月27日 2014年4月2日 - 7月16日         | 水曜・木曜 19:00 - 19:30 水曜 19:00 - 19:30 | 独立局     | 2014年3月（第15話）まで週2回放送 4月（第16話）より週1回放送 |

- BS11では2011年4月2日に事前特番『放送直前スペシャル 〜こだわりのエンターテイメント作品に密着〜』が放送された。スタッフ・キャストインタビューに第1話本編前半を紹介。
- 本放送時は毎日放送以外では、Ustream放送の宣伝とCパートに相当し、USA（うさ）・TORA（とら）という人形が登場する実写パート「USA・TORA」（うさ・とら）が挿入され、一部回ではTORAが進行する「とらのめ EYE OF THE TIGER」というミニコーナーがその中に挿入されている。ミニコーナーの内容は、その回の見どころとクリエイターインタビュー、各ヒーローの紹介などで構成されている。
- TOKYO MXでは2011年9月27日、BS11では2011年9月30日に、総集編『ロックバイソンと振り返るTIGER & BUNNY with USATORA』が放送された。
- チバテレでは2014年4月以降、週2回放送から週1回放送に短縮されたが、『マリーンズナイター』放送のため中止が多く、1ヶ月に2回程度の放送となっていた。
- Ustreamでは2012年1月1日に『TIGER & BUNNY 新春お年玉スペシャル』が放送。劇場版の特報や海外版の映像等が紹介された。
- フィーチャーフォン、スマートフォン用にフィルムコミック化され、コンテンツが配信されている。
- 前述のように、2017年5月3日には、第1話から3話を抜粋したスペシャルバージョンをNHK BSプレミアムで放送したが、NHKでは営業広告類が放送法83条及びNHK定款51条[35]によって禁止されているため[注釈 3]、劇中のスポンサーロゴをすべて消去したバージョンを放送した[36]。ただし折紙サイクロンの「企業名（を）アピールする」という台詞はそのまま使われており、ストーリーに変更はない。

### 第2作目放送局・配信
2022年4月8日よりNETFLIXにて、第1話から第13話までを「パート1」として一挙配信、2022年10月7日よりNETFLIXにて、第14話から第25話までを「パート2」として一挙配信された。地上波版は、2023年4月からNHK総合で放送予定であることが2022年12月に発表され、2023年4月1日から日曜0:00（土曜深夜）に放送された。なお、NHKは公共放送であるため全ヒーロースーツ等に（架空のものを含めて）企業名が一切入らないNHKオリジナル版となる。

## ラジオ
ネイサンのファイヤー部屋
インターネットラジオ『ツダケンロードショーはてるまでラジオ』のコーナーとして放送、作中に登場するネイサン・シーモア（津田健次郎）がラジオパーソナリティーとして番組を進行するキャラクターラジオ。毎回登場キャラクターの声優をゲストに招いて、キャラクターになりきってトークをしている。
- ゲスト
  - 第1回…ロック・バイソン（楠大典）
  - 第2回…ジェイク（藤原啓治）
  - 第3回…なし（ファイヤーエンブレム一人で進行）
  - 第4回…バーナビー・ブルックスJr.（森田成一）
  - 第5回…ユーリ・ペトロフ（遊佐浩二）

HERO RADIO
FM NACK5にて毎週日曜日放送のラジオ番組『VIRTUAL ADVENTURE 2 星空サンライズ』内にて2012年4月1日から2013年9月29日まで放送された。ランティスウェブラジオでは2012年4月2日から2013年9月30日まで毎週月曜日に配信された。放送開始の第1回はパーソナリティが森田成一（バーナビー・ブルックスJr. 役）の声優ラジオであったが、第2回よりバーナビー・ブルックスJr.(森田成一)がパーソナリティーを務める設定のキャラクターラジオへとシフトした。ゲスト声優はアフレコを担当する声優であるものの、出演することでバーナビーとトークをするという内容。そのため、第24回では舞台『TIGER & BUNNY THE LIVE』を終えた森田成一がゲストで登場するという回になり、一人でバーナビーと森田自身のトークを成立させた。全78回。
- ゲスト
  - 第3回・第4回…井上剛（キース・グッドマン 役）
  - 第8回・第9回…寿美菜子（カリーナ・ライル 役）
  - 第10回・第11回…津田健次郎（ネイサン・シーモア 役）
  - 第14回・第15回…岡本信彦（イワン・カレリン 役）
  - 第16回・第17回…楠大典（アントニオ・ロペス 役）
  - 第18回・第19回…平田広明（鏑木・T・虎徹 役）
  - 第20回・第21回…伊瀬茉莉也（ホァン・パオリン 役）
  - 第24回…森田成一（バーナビー・ブルックスJr. 役）
  - 第26回…米たにヨシトモ（劇場版 TIGER & BUNNY 監督）、UNISON SQUARE GARDEN（TIGER & BUNNY 主題歌担当）
  - 第27回…米たにヨシトモ
  - 第32回・第33回…彩夏涼（TIGER & BUNNY THE LIVE アニエス・ジュベール 役）、長塚全（TIGER & BUNNY THE LIVE ブライアン・ヴァン 役）
  - 第47回・第48回…遊佐浩二（ユーリ・ペトロフ 役）

TIGER ＆ BUNNY STATION!
HERO RADIOの後番組。『VIRTUAL ADVENTURE 2 星空サンライズ』内にて2013年10月6日から2014年3月30日まで放送された。ランティスウェブラジオでは2013年10月7日から2014年3月31日まで毎週月曜日に配信された。パーソナリティをバーナビー・ブルックスJr.（森田成一）から森田成一に変更し、キャラクターラジオから声優ラジオとなった。全24回。
- ゲスト
  - 第13回・第14回…中村悠一（ライアン・ゴールドスミス 役）
  - 第17回…UNISON SQUARE GARDEN
  - 第18回…米たにヨシトモ、NOVELS（TIGER & BUNNY 主題歌担当）
  - 第19回…米たにヨシトモ

## コミカライズ

### 桂正和の読み切り
キャラクターデザインを担当した桂正和による読み切り漫画が制作され、関連書籍に収録されている。
TIGER & BUNNY（読み切り1作目）
作：西田征史、画：桂正和、『週刊ヤングジャンプ』2011年36・37合併特大号（通巻NO・1547）に読み切り掲載。その後、「桂正和×TIGER&BUNNY 原画&ラフ画集成」にフルカラーで収録された。
ルナティックの出現で、ヒーロー支持率の低下や不要論が出ていた頃のエピソードを描いた短編。
TIGER & BUNNY（読み切り2作目）
作：西田征史、画：桂正和、『週刊ヤングジャンプ』2012年43号（通巻不明）に読み切り掲載。その後、「桂正和×TIGER&BUNNY 原画&ラフ画集成 2」にフルカラーで収録された。
サブタイトルは「Good luck and bad luck alternate like the strands of a rope（禍福は糾える縄の如し）」。
TIGER ＆ BUNNY 2（読み切り3作目）
作：西田征史、画：桂正和、企画・原作・制作：BN Pictures、『週刊ヤングジャンプ』2022年52号（通巻不明）に読み切り掲載。同年12月には描き下ろしのエピソードを加えて『となりのヤングジャンプ』および『ヤンジャン！』に期間限定で公開。その後、「桂正和×TIGER ＆ BUNNY 2 原画＆ラフ画集成」にフルカラーで収録された。

### その他連載
TIGER & BUNNY
企画・原作：サンライズ、画：榊原瑞紀、『ニュータイプエース』2011年vol.1（創刊号）から2013年vol.23（最終号）まで連載。その後WEBコミック雑誌「角川ニコニコエース」に移籍し、2013年第94号から2014年第163号まで連載し、短編が165号、168号、172号、177号に掲載。単行本全9巻（後に新装版が全4巻）。
前半13話を本編準拠で描いたストーリーだが、一部の設定が本編と異なり、結末の他ドラゴンキッド編、ジェイク編、エドワード編などが大きくアレンジされている。
TIGER & BUNNY THE COMIC
作：吉田恵里香、画：上田宏、『ミラクルジャンプ』N°5（2011年10月刊行）から2016年10月号まで連載。単行本全7巻。
本編5話においてバーナビーの誕生日を祝う場にパオリンとイワンがいなかった理由、6話において虎徹がネイサンの車に同乗していた理由が判明しているなど、本編のストーリーを補完する内容となっている。また、市民のNEXTに対する差別問題が強調されている。
TIGER & BUNNY ORIGAMI
作：柳ゆき助、企画・原作：サンライズ、『ニュータイプエース』Vol.8,11,13,16,20,23掲載。全1巻。
イワンを主役としたサイドストーリー。
TIGER & BUNNY SKY HIGH
作：ヴァージニア二等兵、企画・原作：サンライズ、『ニュータイプエース』Vol.7,10,12,13,15,17,21,22掲載。全1巻。
スカイハイを主役としたサイドストーリー。
劇場版TIGER & BUNNY‐The Beginning‐
作：大野ツトム、原作：サンライズ、『ニュータイプエース』Vol.14からvol.17まで連載。全2巻。
劇場版The Beginningのコミカライズ。
タイガー&バニーちゃん
作：白石琴似、企画・原作：サンライズ、『ニュータイプエース』2011年Vol.2から2013年Vol.23、『ニコニコエース』2013年Vol.98、Vol.102まで連載。全2巻。
4コマ漫画とショートストーリーがセットになっているTIGER & BUNNYのパロディ漫画。
TIGER & BUNNY 2
画：榊原瑞紀、企画・原作・制作：BN Pictures、シリーズ構成・脚本・ストーリーディレクター：西田征史、キャラクターデザイン・ヒーローデザイン：桂正和、『コミックNewtype』2022年4月5日から2025年6月13日まで連載。
TIGER & BUNNY 2の前半13話のコミカライズ。
TIGER & BUNNY 2 THE COMIC
作：吉田恵里香、画：上田宏、読み切りの発表を経て、『となりのヤングジャンプ』2022年4月15日から連載。
TIGER & BUNNY 2のコミカライズで、オリジナルエピソードによるストーリーを展開。

### 公式コミックアンソロジー
TIGER & BUNNY 公式コミックアンソロジー #01 It takes two to make a quarrel.（ケンカは一人ではできない）
TIGER & BUNNY 公式コミックアンソロジー #02 First catch your hare.（まず兎を捕らえよ）
TIGER & BUNNY 公式コミックアンソロジー #03 Hitch your wagon to a star.（星に車をつなげ）
TIGER & BUNNY 公式コミックアンソロジー #04 The age of miracles is past…!?（奇跡の時代は終わった…!?）
TIGER & BUNNY 公式コミックアンソロジー extra
編：あすか編集部、企画・原作：サンライズ、角川書店刊
TIGER & BUNNY公式コミックアンソロジー ドキッヒーロー大感謝祭!?（齊藤さんの）ボソリもあるよ！
フロンティアワークス刊
TIGER & BUNNY 公式アンソロジー WE LOVE SKY HIGH
リブレ出版刊

## ノベライズ
劇場版TIGER & BUNNY‐The Beginning‐
原作：サンライズ、脚本・ストーリーディレクター：西田征史、ノベライズ：高橋悠也
劇場版The Beginningのノベライズ。全2巻。
劇場版TIGER & BUNNY‐The Rising‐
原作：サンライズ、脚本・ストーリーディレクター：西田征史、ノベライズ：高橋悠也
劇場版The Risingのノベライズ。全1巻。
小説 TIGER & BUNNY 2 パート1
企画・原作・制作：BN Pictures、シリーズ構成・脚本・ストーリーディレクター：西田征史、監修協力：兒玉宣勝、ノベライズ：石上加奈子
TIGER & BUNNY 2 のノベライズ。上下巻。

## ゲーム

### コンシューマーゲーム
TIGER & BUNNY オンエアジャック
PlayStation Portable用ソフトとして、2012年9月20日にバンダイナムコゲームスから発売。ジャンルはTVショーアクション。
TIGER & BUNNY 〜HERO'S DAY〜
PlayStation Portable用ソフトとして、2013年3月20日にディースリー・パブリッシャーから発売。ジャンルはアドベンチャーゲーム。

### ソーシャルゲーム
TIGER & BUNNY ロードオブヒーロー
Mobageより、2012年7月27日から配信開始。先述したPSP用ソフト「TIGER & BUNNY オンエアジャック!」との連動も行う。2013年6月10日にサービス終了した。

## 関連商品

### BD / DVD
Blu-ray Discは初回限定版と通常版が、DVDは通常版のみが発売される。通常版、限定版ともにジャケットイラストはキャラクターデザインの羽山賢二の描き下ろしで、本編のほかに特典映像としてプロモーション映像やCMなどが収録される。また、初回限定版のみキャラクター原案の桂正和の描き下ろしイラストのブックケース、さらにオーディオドラマを収録したスペシャルCD、特製ブックレットが付属する。
単品は全9巻で、第1巻のみ1話収録、第2巻以降は各巻3話ずつ収録。発売はバンダイビジュアル。
| 巻  | 発売日         | 映像特典                                                | 規格品番   | 規格品番  | 規格品番  |
| 巻  | 発売日         | 映像特典                                                | BD         | BD        | DVD       |
| 巻  | 発売日         | 映像特典                                                | 初回限定版 | 通常版    | DVD       |
| --- | -------------- | ------------------------------------------------------- | ---------- | --------- | --------- |
| 1   | 2011年5月27日  | 未公開パイロット映像、プロモーション映像1、BS11事前特番 | BCXA-0313  | BCXA-0304 | BCBA-4110 |
| 2   | 2011年6月24日  | プロモーション映像2、番宣CM、BD/DVD CM                  | BCXA-0314  | BCXA-0305 | BCBA-4111 |
| 3   | 2011年7月22日  | ノンテロップOP・ED                                      | BCXA-0315  | BCXA-0306 | BCBA-4112 |
| 4   | 2011年8月26日  | TIGER & BUNNY with USATORA 総集編1                      | BCXA-0316  | BCXA-0307 | BCBA-4113 |
| 5   | 2011年9月22日  |                                                         | BCXA-0317  | BCXA-0308 | BCBA-4114 |
| 6   | 2011年10月26日 |                                                         | BCXA-0318  | BCXA-0309 | BCBA-4115 |
| 7   | 2011年11月25日 |                                                         | BCXA-0319  | BCXA-0310 | BCBA-4116 |
| 8   | 2011年12月22日 |                                                         | BCXA-0320  | BCXA-0311 | BCBA-4117 |
| 9   | 2012年1月27日  |                                                         | BCXA-0321  | BCXA-0312 | BCBA-4118 |
| BOX | 2016年10月26日 |                                                         | BCXA-1144  | -         | -         |

### CD

#### キャラクターソング
「TIGER & BUNNY キャラクターソング」は、2011年7月6日から発売されているシングル。

##### Vol.1
ブルーローズのキャラクターソングであり、劇中でブルーローズ役を演じる寿美菜子が歌っている。
収録曲
（全作詞：大森祥子、作曲・編曲：池頼広）
1. GO NEXT!![3:24]
2. My Song[4:18]
3. GO NEXT!! （off vocal）
4. My Song（off vocal）

##### Vol.2
タイガー&バーナビーのキャラクターソングと各キャラのキャラクターソングに加え、両者によるミニドラマが収録されている。歌っているのは劇中でタイガーとバーナビー役を演じる平田広明と森田成一。
主な記録
2011年9月5日付のオリコン週間シングルチャートで7位を獲得。同アニメのキャラクターソングでは初のオリコン週間チャートTOP10入りを果たした。なお2011年8月24日付デイリーチャートでも6位を獲得している。
収録曲
（全作詞：こだまさおり）
1. ヒーローユニット「T&B」誕生!?（モノローグトーク1） [0:29]
2. タイガー&バーナビー キャラクターソング 「正義の声が聞こえるかい」[4:17]
作曲・編曲：山元祐介
3. 虎徹、ヒーローの意地（モノローグトーク2） [0:27]
4. タイガー キャラクターソング「はみだし者讃歌」[4:04]
作曲・編曲：渡辺拓也
5. バーナビーの逆襲（モノローグトーク3）[0:17]
6. バーナビー キャラクターソング 「POWER OF JUSTICE」[4:16]
作曲・編曲：藤末樹
7. 決裂…そして?（モノローグトーク4） [0:49]

### 書籍
TIGER & BUNNY 公式ムック HERO TV FAN Vol.1
TIGER & BUNNY 公式ムック HERO TV FAN Vol.2
劇場版TIGER & BUNNY 公式ムック HERO TV FAN -The Rising-
編：PASH!編集部
TIGER & BUNNY オフィシャルヒーローブック
TIGER & BUNNY オフィシャルヒーローブック2
劇場版 TIGER & BUNNY -The Beginning- オフィシャルヒーローブック
編：ポストメディア編集部
TIGER & BUNNY 公式ガイドブック HERO gossips
編：ニュータイプ
ロマンアルバム TIGER ＆ BUNNY
編：アニメージュ編集部
バンド・スコア TIGER & BUNNY
シンコーミュージック刊
桂正和×TIGER&BUNNY 原画&ラフ画集成
桂正和×TIGER&BUNNY 原画&ラフ画集成 2
桂正和×TIGER & BUNNY 2 原画&ラフ画集成
集英社刊
TIGER ＆ BUNNY KING OF WORKS
劇場版TIGER & BUNNY -The Beginning- KING OF WORKS
劇場版TIGER & BUNNY-The Rising- KING OF WORKS
バンダイビジュアル刊
舞台TIGER & BUNNY THE LIVE 公式ビジュアルブック
監修：「TIGER&BUNNY THE LIVE」製作委員会、原作：サンライズ
TVアニメ TIGER & BUNNY scenario document vol.1
TVアニメ TIGER & BUNNY scenario document vol.2
原作 サンライズ、脚本・シリーズ構成 西田征史
TV Bros.特別編集 TIGER & BUNNY公式総括ファンブック Sum Up!! TIGER & BUNNY
東京ニュース通信社刊
smart特別編集 TIGER & BUNNY スペシャルBOOK
smart特別編集 劇場版 TIGER & BUNNY -The Rising- スペシャルBOOK
宝島社刊
榊原瑞紀 TIGER & BUNNY 画集
著：榊原瑞紀、企画・原作：サンライズ、ストーリー原案：西田征史、キャラクター原案：桂正和
DVD付 TIGER & BUNNY ENGLISH OF HEROES
編：新紀元社編集部
TIGER & BUNNY 2 MULTI POUCH BOOK
宝島社刊
TIGER & BUNNY ぴあ
TIGER & BUNNY 鏑木・Ｔ・虎徹＆バーナビー・ブルックス Jr.ぴあ
ぴあ刊
TIGER & BUNNY 2 アニメビジュアルブック
制作協力：株式会社バンダイナムコピクチャーズ

## イベント

### 第1作目イベント
TIGER & BUNNY 〜ありがとう!そして、ありがとう!!〜
2011年9月17日に新宿バルト9にて開催された、最終回上映のオールナイトイベント。これに合わせ、全国26都道府県の映画館44館ではライブビューイングも行われた。
「TIGER & BUNNY」 HERO AWARDS 2011（NEXT PROJECT第1弾）
2011年11月13日に神奈川県民ホールにて昼間と夜間の同日2回開催されたイベント。これに合わせ、全国39都道府県の映画館105館ではライブビューイングも行われた。
「劇場版 TIGER & BUNNY -The Beginning- WORLD PREMIERE」
2012年9月22日に舞浜アンフィシアターにて昼間と夜間の同日2回開催されたイベント。これに合わせ、全国の映画館でライブビューイングも行われた。
「劇場版 TIGER & BUNNY -The Rising- SUPER PRELUDE」（NEXT PROJECT第2弾）
2013年10月12日に幕張メッセイベントホールにて開催されたイベント。これに合わせ、全国の映画館でライブビューイングも行われた。
「劇場版 TIGER & BUNNY -The Rising-」公開記念舞台挨拶 "GREETING OF HEROES"
2014年2月8日に新宿バルト9にて同日2回開催されたイベント。これに合わせ、全国の映画館でライブビューイングも行われた。
「MBS ANIME FES. 2014」
2014年10月11日に大阪城ホールにて開催されるイベント。これに合わせ、全国の映画館でライブビューイングも行われた。
「THE SOUND OF TIGER & BUNNY」（NEXT PROJECT第3弾）
2015年9月19日・20日にパシフィコ横浜 国立大ホールにて2日間開催されるイベント。これに合わせ、全国の映画館でライブビューイングも行われた。

### 第2作目イベント
「TIGER & BUNNY 2 Precious EVE」
2022年3月12日に幕張メッセイベントホールにて開催予定。2作目では初の大型イベント。

## 舞台
TIGER & BUNNY THE LIVE
2012年に「ネクストプロジェクト」の一環として、舞台化を発表。同年5月に公演名『TIGER＆BUNNY THE LIVE』の正式決定とキャスト・スタッフ等の情報を公開。同年8月24日 - 9月1日にお台場のダイバーシティ東京 プラザにあるZepp Diver City(TOKYO)で公演を実施した。虎徹とバーナビーはアニメと同じキャストが演じ（ヒーロースーツ非装着時のみ）、その他のキャストの多くは日本の実写ヒーロー特撮を支えるJAE所属の俳優陣が出演する。
なお9/1の千秋楽興行は、全国約90ヶ所の映画館でもライブビューイング上映および有料ネットライブ配信された。

### 登場人物（舞台）
ブライアン・ヴァイ（Brian Vai）
演 - 長塚全
舞台『TIGER＆BUNNY THE LIVE』に登場するNEXT犯罪者。かつては絶大な人気を誇り、「伝説」とまで呼ばれたロック・ギタリストだったが、「ギターで奏でた音を強力な破壊音波に変える」というNEXT能力に覚醒してしまったため、10年前に音楽シーンから突然姿を消した。
NEXT能力のためにギタリストとしての活動ができなくなり、失意の底に沈んでいた時、バベルに「自分に協力すれば能力を消去する」と唆され、ヒットチャート上位のアーティスト達を次々に誘拐する事件を起こした。
ブルーローズのコンサートに来ていたアーティスト・Mr.Mを5人目の標的として狙ったが、楓に邪魔をされ取り逃がし、替わりに楓を連れ去る。救出に向かったタイガー・バーナビーはじめ5人のヒーロー達を凄まじい音波攻撃で圧倒したが、斎藤が開発した「周囲の音を一時的に聞こえなくする装置」によって能力を無効化され倒された。
その後、騙されていたことを知り脱獄、自分の音楽への思いを利用したバベルを殺そうとするが、タイガーの説得に心を打たれ、ミュージシャンとして一からやり直すことを決意しつつ罪に服した。
Mr.M
演 - 濱田秀
舞台『TIGER＆BUNNY THE LIVE』に登場。ヒットチャート5位にランクインしていた大物アーティスト。ブルーローズのコンサート会場にお忍びで来ていたところをブライアンに誘拐されそうになるが、偶然側にいた楓がブライアンを阻止したことで難を逃れた。
マシュー（Mathew）
演 - 高橋光
舞台『TIGER＆BUNNY THE LIVE』に登場する「HERO TV」の会場リポーター。通称・「まみむめマシュー」。イベント会場で出演者や観客へのインタビュー等を担当する。手話ダンスが特技。
バベル
演 - 藤原習作

### キャスト
- 鏑木・T・虎徹：平田広明
  - ワイルドタイガー：富永研司 ※ヒーロースーツ装着時の演者
- バーナビー・ブルックスJr：森田成一
  - ※ヒーロースーツ装着時：新田健太
- カリーナ・ライル／ブルーローズ：岡本玲
- キース・グッドマン／スカイハイ：永徳→高橋光
ゲネプロ（最終リハーサル）時に永徳が脚を負傷したためマシュー役の高橋光が代役。8月28日まではキースとして顔出し出演したが、ドクターストップがかかり完全に降板した[71]。
- ネイサン・シーモア／ファイアーエンブレム：林野健志
- ホァン・パオリン／ドラゴンキッド：佃井皆美
- アントニオ・ロペス：横山一敏
- イワン・カレリン：高崎翔太
- アニエス・ジュベール：彩夏涼
- 鏑木楓：荻野可鈴
- ブライアン・ヴァイ：長塚全 ※舞台版オリジナルキャラ
- バベル：藤原習作※舞台版オリジナルキャラ
- ヒーローアカデミー教官：大葉健二

ほか、JAE所属俳優出演

### スタッフ（舞台）
- 原作：サンライズ
- エグゼクティブプロデューサー / アクティングクリエイター：金田治
- エグゼクティブプロデューサー：尾崎雅之
- 総合演出：森崎泰助
- 脚本監修：小林靖子
- 脚本：毛利亘宏
- 音楽：池頼広
- ヒーローデザイン / キャラクタースーツ造形監修：桂正和
- 殺陣 / 制作：ジャパンアクションエンタープライズ
- 主催：「TIGER & BUNNY THE LIVE」製作委員会
（ジャパンアクションエンタープライズ／バンダイナムコライブクリエイティブ／プリズム／ジュリアジャパン）

ほか

## 劇場アニメ

### The Beginning
2012年9月22日に公開。テレビシリーズの第1話と第2話をベースに、新作カットや第2話と第3話の間に起こった新規エピソードを盛り込んでいる。あくまでも第1話・第2話を置き換える作品なので、登場人物の人間関係などは第3話へ繋がるように描かれている。5週連続企画の入場者特典として、“HEROカード”を週代わりで2種ずつ、5週に渡り全10種を配布。また、映画の最後には公式サイトでの人気投票ベスト5のヒーローが順番に登場する映像が週代わりで上映された。遅れ公開劇場は3週に短縮され、1・2週目と3・4週目をまとめて配布・上映している。
キャッチコピーは「本物のヒーローが、ここにいる」。
全国70スクリーンという小規模公開ながら、2012年9月22日、23日の土日2日間で興収7,384万2,900円、動員4万9,073人を記録し、映画観客動員ランキング（興行通信社調べ）で初登場第5位となっている。更に全国113館でライブビューイング上映された公開初日イベント『WORLD PREMIERE』でも興収4,381万2,000円、動員2万4,340人を記録し、イベント上映分も含めると累計興収1億1,765万4,900円、累計動員7万3,413人となり、興収別ランキングでは3位を記録した。
2013年12月から2014年1月にかけ、後述の『The Rising』公開を記念して各局でテレビ放送された際には、本編終了後にテレビシリーズの第3話から最終話までを5分間で解説するダイジェストも流された。

#### 登場人物（The Beginning）
ロビン・バクスター
声 - 山口勝平
シュテルンビルトの街に突如現れたNEXT犯罪者。ローラースケーターのようなスーツを着込んだ青年であり、相手を小馬鹿にした口調で喋る。
NEXT能力は「所在転換」。自身の視界内にいる人間なら、どこにいようとも自身と位置を変えることができる。この能力とインラインスケートによる身軽な動きを駆使し、逃走する。世界各地で窃盗事件を起こしているが、その能力ゆえに一度も警察に捕まっていない。
かつてMr.レジェンドが凶悪犯から取り返したシュテルンビルトの平和の象徴であるトロフィー「スタチュー・オブ・ジャスティス」を盗み出し、自身の能力で警察やヒーローたちも翻弄したうえ、人の多い遊園地へ逃げ込むことで逃走を図ったが、ヒーロースーツを囮にしたバーナビーの作戦で所在転換を封じられ、捕まえられる。

#### スタッフ（The Beginning）
- 企画・原作・制作 - サンライズ
- 監督 - 米たにヨシトモ
- 脚本・ストーリーディレクター - 西田征史
- キャラクター原案・ヒーローデザイン - 桂正和
- キャラクターデザイン・総作画監督 - 羽山賢二、板垣徳宏
- デザインワークス - 小曽根正美
- メカデザイン - 安藤賢司
- 企画協力 - さとうけいいち
- 絵コンテ - 竹内浩志、寺岡巌、中澤勇一、米たにヨシトモ
- 演出 - 吉沢俊一、北村真咲、綿田慎也
- 作画監督 - 渡邉元子、山本美佳、板垣徳宏、実原登、井畑翔太、津幡佳明、中野圭哉
- 色彩設計 - 永井留美子
- 美術デザイン - 児玉陽平
- 美術監督 - 大久保錦一
- SDCGディレクター - 笹川恵介
- 撮影監督 - 田中唯、後藤春陽
- 編集 - 奥田浩史
- 音響監督 - 木村絵理子
- 音楽 - 池頼広
- プロデューサー - 田村一彦、松井千夏
- 製作 - T&B MOVIE PARTNERS（サンライズ、バンダイビジュアル、トイズファクトリー、松竹、ティ・ジョイ、バンダイ、毎日放送、アサツー ディ・ケイ）
- 配給 - 松竹、ティ・ジョイ

#### 主題歌（The Beginning）
主題歌「リニアブルーを聴きながら」
歌 - UNISON SQUARE GARDEN
ビルボードジャパンのHotAnimationチャート10月1日付けで首位を獲得した。
オープニングテーマ「アースダイバー」
歌 - NOVELS
挿入歌「約束」
歌 - Rihwa

#### 公開記念特別番組（The Beginning）
『The Beginning』の公開に合わせ、特別番組『芸能界タイバニ部 部長 東野幸治』がテレビ放送された。
| 放送地域      | 放送局             | 放送期間       | 放送日時           | 放送系列       | 備考                             |
| ------------- | ------------------ | -------------- | ------------------ | -------------- | -------------------------------- |
| 宮城県        | 東北放送           | 2012年9月16日  | 日曜 25:25 - 25:55 | TBS系列        |                                  |
| 福岡県        | テレビ西日本       | 2012年9月18日  | 火曜 26:30 - 27:00 | フジテレビ系列 |                                  |
| 岡山県 香川県 | テレビせとうち     | 2012年9月20日  | 木曜 24:58 - 25:28 | テレビ東京系列 |                                  |
| 東京都        | TOKYO MX           | 2012年9月21日  | 金曜 20:30 - 21:00 | 独立局         |                                  |
| 中京広域圏    | 東海テレビ         | 2012年9月21日  | 金曜 26:00 - 26:30 | フジテレビ系列 | テレビシリーズは三重テレビで放送 |
| 新潟県        | 新潟テレビ21       | 2012年9月21日  | 金曜 26:45 - 27:15 | テレビ朝日系列 |                                  |
| 広島県        | 広島ホームテレビ   | 2012年9月22日  | 土曜 6:00 - 6:30   | テレビ朝日系列 |                                  |
| 静岡県        | 静岡第一テレビ     | 2012年9月22日  | 土曜 27:15 - 27:45 | 日本テレビ系列 |                                  |
| 富山県        | チューリップテレビ | 2012年9月25日  | 火曜 25:45 - 26:15 | TBS系列        |                                  |
| 北海道        | 北海道放送         | 2012年9月27日  | 木曜 深夜          | TBS系列        |                                  |
| 日本全域      | アニマックス       | 2012年9月27日  | 木曜 22:00 - 22:30 | BS/CS放送      | リピート放送あり                 |
| 日本全域      | アニマックス       | 2012年9月29日  | 土曜 22:00 - 22:30 | BS/CS放送      | 無料放送                         |
| 近畿広域圏    | 毎日放送           | 2012年9月29日  | 土曜 25:58 - 26:28 | TBS系列        |                                  |
| 愛媛県        | 南海放送           | 2012年9月30日  | 日曜 25:50 - 26:20 | 日本テレビ系列 |                                  |
| 山梨県        | テレビ山梨         | 2012年9月30日  | 日曜 26:05 - 26:35 | TBS系列        |                                  |
| 鹿児島県      | 鹿児島放送         | 2012年10月4日  | 木曜 26:50 - 27:20 | テレビ朝日系列 |                                  |
| 日本全域      | BS11               | 2012年10月6日  | 土曜 23:00 - 23:30 | 独立系BS放送   |                                  |
| 熊本県        | テレビ熊本         | 2012年10月7日  | 日曜 26:05 - 26:35 | フジテレビ系列 |                                  |
| 石川県        | 石川テレビ         | 2012年10月14日 | 日曜 25:35 - 26:05 | フジテレビ系列 |                                  |

太字表記はテレビシリーズの放送局。

### The Rising
2014年2月8日公開。テレビシリーズ最終回後のストーリーを描く完全新作映画となる。
キャッチコピーは「己の正義 己の守るべきもの」。
全国94スクリーンで公開され、2014年2月8、9日の初日2日間で興収1億3,047万9,900円、動員7万3716人になり、映画観客動員ランキング（興行通信社調べ）で初登場第3位を記録。また、ぴあの調査による初日満足度ランキングでは満足度92.1を獲得して第1位となっている。
前作と同様に上映館での週替わりイベントとして、ヒーローカードの配布とショートムービー『これを見れば更に映画が面白くなるTIGER & BUNNYの用語解説』の上映が行われている。2014年2月14日には、新宿ピカデリーでの上映後に同年3月14日公開予定の映画『ロボコップ』から主役のロボコップが登壇し、ワイルドタイガーと並び立つというクロスオーバーイベントが実現した。
東京アニメアワード2015 アニメ・オブ・ザ・イヤー　アニメファン賞受賞。

#### あらすじ（The Rising）
マーベリック事件から1年後。能力減退を機にヒーローを引退したベテランヒーロー：ワイルドタイガーこと鏑木・T・虎徹と彼と共に引退した新人ヒーローのバーナビー・ブルックスJr.は、2部リーグのヒーローとして復帰し、相変わらず言い争いながらも街の事件の解決に注力していた。そんな中バーナビーは、HERO･TVで活躍する1部ヒーローのメンバーの活躍を見て、1部への復帰を口にしていた。
一方、ワイルドタイガーとバーナビーが所属するアポロンメディアは、カリスマ実業家であるマーク・シュナイダーを新オーナーに迎え入れ、マーベリック事件での痛手を回復するべく会社の立て直しを図っていた。その一環としてシュナイダーは、バーナビーの1部リーグへの復帰を決定させるが、バーナビーの相棒はワイルドタイガーではなく、アポロンメディアの新ヒーローであるゴールデンライアン（ライアン・ゴールドスミス）であった｡

#### 登場人物（The Rising）
マーク・シュナイダー（Mark Schneider）
声 - 大塚芳忠
マーベリック事件後に経営が傾いているアポロンメディアの新オーナー。若くして事業を起こし、成功しているカリスマ実業家。普段は飄々とした軽い雰囲気だが、己の利益などのためには冷酷な一面を見せる。
ヴィルギル・ディングフェルダー（Virgil Dingfelder） / アンドリュー・スコット（Andrew Scott）
声 - 平川大輔
シュナイダーの秘書。上司の命令を至上とし、理不尽な業務も的確にこなす。実はNEXT能力者で、NEXT能力は「金属を引きつける能力」。その正体は、｢スコットシステム｣という小さな会社の社長の一人息子であった。幼い頃に父親の事業にシュナイダーが協力したことで会社は急成長を遂げ、父親は時の人となった。しかしある日、なんの前触れもなく父親は自殺してしまう。その後父親の死の真相を探った結果、父親がシュナイダーによって騙された挙げ句に会社を買収され、彼の不正投資の証拠を揉み消すために利用されていたことを突き止め、シュナイダーへの復讐を決意する。
リチャード・マックス（Richard Max）
声 - 小山力也
シュテルンビルトに迫り来る新たなる敵。NEXT能力者。屈強な肉体と、「大音量の咆哮で攻撃する」というNEXT能力で複数のヒーローに対しても互角に立ち回る。
カーシャ・グラハム（Kasha Graham）
声 - 水樹奈々
シュテルンビルトに迫り来る新たなる敵。NEXT能力者。チャクラムと「分身を作り出す」というNEXT能力でヒーローたちを苦しめる。
ジョニー・ウォン（Johnny Wong）
声 - 麦人
シュテルンビルトに迫り来る新たなる敵。NEXT能力者。「光球で相手を昏睡させて悪夢を見せる」という強力なNEXT能力を持つ他、見た目に似合わずに多節棍を使った肉弾戦の実力も凄腕の一言。

#### スタッフ（The Rising）
- 企画・原作・制作 - サンライズ
- 監督 - 米たにヨシトモ
- 脚本・ストーリーディレクター - 西田征史
- キャラクター原案・ヒーローデザイン - 桂正和
- キャラクターデザイン・総作画監督 - 羽山賢二、板垣徳宏、山本美佳
- デザインワークス - 小曽根正美
- メカデザイン - 安藤賢司
- 色彩設計 - 永井留美子
- 美術設定 - 児玉陽平
- 美術監督 - 大久保錦一
- 3DCGディレクター - 笹川恵介
- 撮影監督 - 田中唯、後藤春陽
- 編集 - 奥田浩史
- 音響監督 - 木村絵理子
- 音楽 - 池頼広
- 製作 - T&B MOVIE PARTNERS（サンライズ、バンダイビジュアル、トイズファクトリー、松竹、ティ・ジョイ、バンダイ、毎日放送、アサツー ディ・ケイ）
- 配給 - 松竹、ティ・ジョイ

#### 主題歌（The Rising）
主題歌「harmonized finale」
歌 - UNISON SQUARE GARDEN
オープニングテーマ「ネメシス」
歌 - NOVELS

## 実写版映画
- 2015年 - ニューヨーク・コミコンにおいて、BN Pictures & Imagine Entertainmentの共同制作によるハリウッド実写映画化プロジェクトが発表される[8][9]。
- 2016年 - 脚本をエレン・シャンマンが執筆することに決まる[82]。
- 2018年 - BN Pictures & Imagine Entertainmentが米国の企業である「Global Road Entertainment」および「Weed Road Pictures」とパートナーシップを組み直すことが発表された[83]。

## パチスロ
- パチスロ TIGER & BUNNY（山佐、2019年9月導入[84][85]
- パチスロ TIGER & BUNNY SP（山佐ネクスト、2022年3月導入[86]）[87]

## パチンコ
- P TIGER & BUNNY 〜完全無欠WILDスペック〜（サミー、2022年12月導入[88][89]）